# Personaggi di Teen Wolf
Questa voce contiene un elenco dei personaggi presenti nella serie televisiva Teen Wolf.

## Personaggi principali

### Scott McCall
Scott McCall, interpretato da Tyler Posey, è un normale adolescente che vive nella città di Beacon Hills, insieme alla madre Melissa. Timido e impacciato, è una delle riserve nella squadra di lacrosse della sua scuola insieme al suo fedele migliore amico Stiles. Una notte viene morso da un lupo mannaro (Peter Hale) e diviene, a sua volta, un lupo mannaro. Inizialmente viene aiutato da Derek a controllare i suoi poteri, visti in principio dal ragazzo come una sorta di maledizione. Mentre lotta contro il Darach, Scott si evolve diventando un vero alfa. Questa è un'occasione rarissima per i lupi mannari: i veri alfa riescono a cambiare status solo grazie alla loro forza di volontà, e non uccidendo un altro capobranco. Leale e fedele verso le persone che ama, Scott fa sempre di tutto per riuscire a proteggerle. Si innamora e si fidanza con Allison Argent e in seguito assiste impotente alla sua morte. La scomparsa di Allison, primo e grande amore di Scott, lo segnerà profondamente fino alla fine. Dalla terza stagione instaura una relazione con Kira Yukimura, che durerà fino alla fine della quinta stagione. Scott è estremamente protettivo e premuroso nei confronti di coloro che ama, soprattutto verso Allison Argent e il suo migliore amico Stiles Stilinski a cui è il più vicino in assoluto e a sua madre, Melissa. Scott ha un carattere determinato, arguto e ha un chiaro senso di ciò che è giusto e sbagliato, ma può lasciare che le sue emozioni prendano alcune volte il sopravvento su di lui. Vede la sua condizione da lupo mannaro come un modo per aiutare e proteggere la gente che vive a Beacon Hills.

### Stiles Stilinski
Mieczysław "Stiles" Stilinski, interpretato da Dylan O'Brien, è il migliore amico di Scott ed è perdutamente innamorato di Lydia Martin dalle elementari.
Nonostante non abbia alcun potere soprannaturale, riesce sempre ad aiutare il branco. Molto spesso, Stiles ficca il naso negli affari del padre, sceriffo della contea di Beacon Hills, finendo poi nei guai. Ha perso sua madre Claudia quando era un bambino e ne soffre tutt'ora. Nella seconda parte della terza stagione, Stiles viene posseduto dal Nogitsune, volpe oscura che si nasconde dietro la malattia genetica di cui é morta la madre. Instaura una relazione con Malia Tate/Hale, che terminerà nella 4 stagione, anche se a fine di esse instaura finalmente una relazione con la sua "migliore amica" che durera per tutto il resto della serie. Aiuterà spesso i suoi amici mutaforma a controllare i loro poteri. Nella prima parte della quinta stagione sarà costretto a compiere un atto di legittima difesa che lo porterà ad uccidere Donovan, trafiggendolo con una trave. Nella prima parte della sesta stagione viene rapito dai Cavalieri Fantasma e dimenticato da tutti, ma grazie all'aiuto di Peter Hale, anche lui preso dai Cavalieri, e all'aiuto dei suoi amici che iniziano a ricordarlo, riesce a scappare e a tornare a Beacon Hills. Nella seconda parte frequenterà una scuola per entrare nell'FBI. Tornerà per aiutare il branco nella battaglia finale insieme a Beatrice dopo aver visto che Derek Hale è ricercato dall'FBI e sarà fondamentale per la sconfitta dell'Anuk-ite.

### Derek Hale
Derek Hale, interpretato da Tyler Hoechlin, è un licantropo sin dalla nascita, appartenente alla famiglia degli Hale, ( famiglia importate storica di lupi mannari a Beacon Hills). Torna in città per indagare sulla morte della sorella, Laura, e sulle attività degli Argent, responsabili della morte dei suoi familiari. Stringe amicizia con Scott, aiutandolo a controllare la sua nuova natura di licantropo. Durante la prima stagione, uccide suo zio Peter diventando un'alfa. In seguito, crea un proprio branco trasformando dei liceali: Isaac Lahey, Erica Reyes e Vernon Boyd. nella terza stagione si trova a combattere un branco di lupi alfa e ritrova sua sorella minore Cora, per la quale rinuncia al potere di alfa, tornando ad essere un lupo mannaro beta. Alla fine della terza stagione viene rapito da Kate Argent, scoprendo così che non solo è ancora viva, ma in seguito al graffio di Peter si è trasformata in un giaguaro mannaro e vive in Messico. Derek viene salvato da Scott e gli altri, ma si presenta a loro come un adolescente, poiché Kate gli ha provocato una regressione all'età in cui lui si fidava di lei e dove erano fidanzati. Tornato adulto, Derek deve fare i conti con la perdita dei poteri da lupo mannaro. Con l'aiuto della mercenaria Braeden, con la quale instaura una relazione, Derek impara a sopravvivere e a combattere senza i suoi poteri. Alla fine della quarta stagione, dopo che tutti lo credevano morto, si evolve ed ottiene la capacità di trasformarsi completamente in un lupo, motivo che lo porterà ad abbandonare una volta per tutte Beacon Hills e andrà via lasciando che Scott protegga la città. Torna a Beacon Hills insieme a Stiles, dove aiuterà Scott nella battaglia finale.

### Lydia Martin
Lydia Martin, interpretata da Holland Roden, è la figlia di Natalie e John Martin, nata a Beacon Hills (California). La sua spiccata intelligenza le avrebbe permesso di concludere il ciclo scolastico superiore con un anno di anticipo (grazie ai crediti accumulati), sebbene rifiuterà l'opportunità per concludere la scuola con Scott, Stiles e i suoi amici. Lydia Martin appare inizialmente come la classica ed algida "Ape regina" della sua scuola: la relazione con il popolare capitano della squadra di Lacrosse Jackson Whittemore e la sua sgargiante bellezza, unite al sarcasmo, la strafottenza e la frivolezza facevano sì che la sua popolarità fosse molto alta, sia fra amici e compagni, sia in amore e con i ragazzi. Il suo senso della moda la fa apparire molto femminile e sicura di sé; ma grazie a Stiles diventa sempre più evidente che quel carattere superficiale e antipatico erano solamente una maschera atta a coprire la reale intelligenza e bontà d'animo della ragazza, disposta a tutto per aiutare i suoi amici. Dopo essere stata lasciata da Jackson e dopo essersi avvicinata gradualmente ad Allison Argent, Scott McCall, Stiles Stilinski e Derek Hale, inizierà a mostrare un lato più gentile, amichevole ed umano di sé, soprattutto nei confronti di Allison. Verrà aiutata da Stiles e gli altri a scoprire e gestire i propri poteri soprannaturali da Banshee, apparsi dopo il morso di Peter Hale. Più avanti scoprirà che anche sua nonna lo era, e con l'aiuto di Meredith imparerà ad utilizzare i suoi poteri al meglio. Alla fine della quinta stagione, dopo essersi resa conto di esserne innamorata, inizierà a frequentare Stiles

### Allison Argent
Allison Argent, interpretata da Crystal Reed, è una ragazza che si è appena trasferita a Beacon Hills, con la quale Scott stringe subito un legame sentimentale. La loro relazione è però ostacolata dal fatto che Allison appartiene ad un'antica famiglia di cacciatori di licantropi, gli Argent. Nonostante questo, Allison decide di stare dalla parte di Scott ed aiutare i suoi amici a combattere i vari nemici, dai cacciatori alle altre creature soprannaturali che arrivano nella cittadina. Allison è un'abile arciera e guerriera ed è una potentissima cacciatrice. Alla fine della seconda stagione, la madre di Allison viene morsa da Derek Hale, quindi in nome del codice della loro famiglia di cacciatori, decide di togliersi la vita. Allison non accettando tutto ciò finisce per odiare Derek e il suo unico scopo, spinta dal nonno Gerard, divenne quello di ucciderlo, scoprendo solo dopo che il ragazzo lo fece per salvare Scott, poiché la signora Argent lo stava per uccidere. La relazione con Scott termina  nel corso della terza stagione, la ragazza continua ad avere un rapporto di amicizia con Scott nonostante si avvicini sentimentalmente ad Isaac Lahey. Sarà lei a scoprire come uccidere gli Oni, con le frecce d'argento, salvando così i suoi amici a cui era molto affezionata. Muore tra le braccia di Scott dopo essere stata trafitta con una spada da un Oni, e gli confessa che è stato il suo primo amore e la persona che amerà per sempre.

### Jackson Whittemore
Jackson Whittemore, interpretato da Colton Haynes, è un ragazzo affascinante e popolare, ed è uno dei migliori atleti della scuola. È il fidanzato di Lydia, verso la quale però mostra poche attenzioni. Viziato, frivolo e pieno di sé, Jackson è ostile verso chiunque possa dimostrarsi migliore di lui in qualcosa, schernisce i meno popolari e cerca costantemente di accrescere la sua influenza e la sua popolarità con ogni mezzo. Inizia a perseguitare ulteriormente Scott quando, diventato un licantropo, diviene un abile atleta. Nell'ultimo episodio della prima stagione si fa mordere da Derek per diventare un licantropo, ma si scopre che il morso l'ha trasformato in una creatura serpentiforme chiamata kanima. Jackson non è cosciente della sua nuova natura e durante la trasformazione viene controllato prima da Matt Daehler, che lo usa per uccidere alcune persone a fini di vendetta, e poi da Gerard Argent. La sua trasformazione in Kanima continua fino a quando Peter e Derek riescono a sconfiggerlo, trafiggendolo con i loro artigli. Apparentemente morto, Jackson si rianima trasformato inizialmente come un licantropo al 100% ma poi inizierà ad avere alcuni tratti del Kanima come gli artigli, gli occhi e la coda. Nella terza stagione si scopre che ha lasciato Beacon Hills per trasferirsi a Londra. Torna a Beacon Hills nella sesta stagione per scoprire come mai Gerard dà la caccia a lui e a tutti gli altri licantropi nelle vicinanze. Inoltre avrà una relazione con Ethan.

### Noah Stilinski
Noah Stilinski, interpretato da Linden Ashby, è il padre di Stiles e lo sceriffo della contea di Beacon Hills. Si ritrova spesso alle prese con l'invadente curiosità del figlio Stiles nella sua attività lavorativa. Dopo aver scoperto l'esistenza dei lupi mannari e di altre creature sovrannaturali, ricorre spesso all'aiuto di Stiles, Scott e degli altri per risolvere i casi. La moglie è morta per la demenza fronto temporale. Nell'ultima stagione si dimenticherà anche lui di suo figlio perché crede reale il ricordo di sua moglie causato dai Cavalieri Fantasma.

### Melissa McCall
Mellissa McCall (Delgado), interpretata da Melissa Ponzio, è la madre di Scott e lavora come infermiera presso l'ospedale della contea. Il suo recente divorzio dal padre di Scott le ha reso più difficile gestire la sua situazione familiare. Dopo aver scoperto il segreto di Scott, verrà coinvolta più volte nelle vicende soprannaturali della cittadina. Nella sesta stagione instaurerà una relazione con Chris Argent.

### Chris Argent
Christopher ''Chris'' Argent, interpretato da JR Bourne, è il padre di Allison, esperto cacciatore di licantropi. Per la sicurezza di Allison, non approva la relazione tra lei e Scott. Pur attenendosi fedelmente al codice dei cacciatori, che recita "Nous chassons ceux qui nous chassent" ("Cacciamo chi ci dà la caccia"), Chris è il meno freddo e spietato degli Argent. Durante la terza stagione si ritira dal mestiere di famiglia, ma continua ad aiutare sua figlia e i suoi amici. Lascia Beacon Hills in seguito alla morte di Allison, per fare poi ritorno una volta scoperto che la sorella Kate è ancora viva e che ora è un giaguaro mannaro. Nonostante la morte di sua figlia ritorna più volte per continuare a dare una mano al branco di Scott occasionalmente insieme anche a suo padre Gerard che in seguito verrà ucciso da Kate e viceversa. Nella sesta stagione instaurerà una relazione con Melissa McCall.

### Kira Yukimura
Kira Yukimura, interpretata da Arden Cho, è una nuova studentessa del liceo di Beacon Hills che sembra subito interessata a Scott. Essendo timida ed introversa, fatica a farsi nuovi amici. Poco dopo essere arrivata in città, Kira scopre di essere una Kitsune del fulmine, creatura soprannaturale volpina con il potere di controllare l'elettricità. Inoltre, Kira si rivela essere un'abile combattente e spadaccina. Coinvolta nelle vicende soprannaturali di Beacon Hills, Kira instaura una relazione sentimentale con Scott e stringe amicizia con il resto del branco. Dopo aver perso il controllo dei suoi poteri, Kira lascerà Beacon Hills e si unirà alle Skin-Walkers per imparare a gestirli ma quando loro la vogliono trasformare in una di loro, Kira scappa con la madre, Scott e Stiles.

### Malia Tate (Hale)
Malia Tate (Hale) interpretata da Shelley Hennig, è la figlia biologica di Peter Hale e della "Lupa del deserto", coetanea di Scott e Stiles, scomparsa circa sette anni prima dell'inizio della serie in seguito a un incidente stradale. Lo Sceriffo Stilinski, dopo aver scoperto del mondo soprannaturale, tornerà nuovamente ad indagare sul suo caso, scoprendo che Malia è un coyote mannaro e che da bambina, durante una notte di luna piena, ha ucciso involontariamente la madre e la sorella che si trovavano in macchina con lei. Durante gli anni successivi ha vissuto sotto forma di coyote non riuscendo a tornare umana, fino a quando non viene aiutata da Scott e Stiles. Infatti tornerà nella sua vera forma grazie al ruggito del Vero Alfa. Non riuscendo a controllarsi va a stare ad Eichen House dove incontra nuovamente Stiles. Quando esce da Eichen House inizia a frequentare il liceo e si fidanza con Stiles, che l'aiuterà a controllare i suoi istinti da animale e a farla integrare con il resto del branco. Essendo tornata umana da poco avrà parecchi problemi a controllare i suoi istinti animali; più di una volta si mostra aggressiva e violenta, dice quello che pensa e non si preoccupa dei sentimenti e dei pensieri altrui. Si scoprirà poi che a causare l'incidente dove morì la sua famiglia adottiva fu la "Lupa del deserto", ovvero la sua madre biologica. Quest'ultima tornerà a Beacon Hills nella quinta stagione per uccidere Malia e riprendersi i poteri che la figlia le aveva sottratto nascendo. Ma alla fine Malia riuscirà a sconfiggerla insieme a Braeden e Stiles, grazie a degli artigli speciali che Scott ha recuperato proprio per aiutarla. Dopo essersi lasciata con Stiles, Malia si innamorerà di Scott.

### Liam Dunbar
Liam Dunbar, interpretato da Dylan Sprayberry, è uno studente nuovo del secondo anno del liceo di Beacon Hills. È un ottimo atleta ed è un campione di Lacrosse. Più avanti si scopre che è stato espulso dalla Devenford Prep a causa del suo disturbo esplosivo intermittente (IED), che lo ha portato a distruggere l'auto di un insegnante a causa dei suoi continui attacchi violenti di rabbia. Viene salvato da Scott, che per evitarne la sua morte è costretto a morderlo, provocando la sua trasformazione in lupo mannaro, diventando così il suo primo beta. Col tempo il ragazzo accetta il fatto di essere un lupo mannaro, imparando a controllare la sua rabbia e le sue paure. È un ragazzo forte e orgoglioso che in più di un'occasione si dimostra molto maturo, ma che per molti versi è ancora un ragazzino. Nella quinta stagione si fidanza con Hayden Romero, una ragazza sua coetanea e chimera "fallita" dei Dottori del Terrore e che in seguito verrà morsa da Scott, diventando il suo secondo beta e un membro del suo branco. La loro relazione durerà fino alla seconda metà della sesta stagione, quando la ragazza si trasferirà in un'altra città con sua sorella. Il migliore amico di Liam è Mason e spesso il ragazzo si sente in dovere di proteggerlo dato che è un semplice umano, e quando scoprono che dentro quest'ultimo vive la Bete del Gévaudan, dà tutto se stesso per riportarlo indietro. In seguito, dopo aver salvato Theo Raeken dall'inferno, il ragazzo si assumerà la responsabilità del suo destino e si aiuteranno spesso, proteggendosi a vicenda in più di un'occasione.

### Theo Raeken
Theo Raeken, entra nella quinta stagione e rimane fino alla sesta interpretato da Cody Christian, doppiato da Gabriele Patriarca.
È un ex compagno di scuola elementare di Scott e Stiles. Ha perso la sorella a causa di un incidente proprio in quel periodo, evento che lo porterà a trasferirsi con la famiglia. Tornato a Beacon Hills tenterà di ottenere la fiducia di Scott e gli altri per potersi unire al loro branco. Si rivelerà però manipolatore, la cui unica volontà è quella di sottrarre i poteri di alpha a Scott. È inoltre lui stesso la mente dietro alla morte della sorella, causata per poterle rubare il cuore e farselo trapiantare dai Dottori del Terrore, diventando così la prima chimera genetica. Riporterà in vita alcune delle chimere "fallite", creando un suo branco. Alla fine della quinta stagione viene mandato sotto terra da Kira per volontà della sorella morta. Salvato successivamente da Liam, diventerà un valido alleato per il branco.

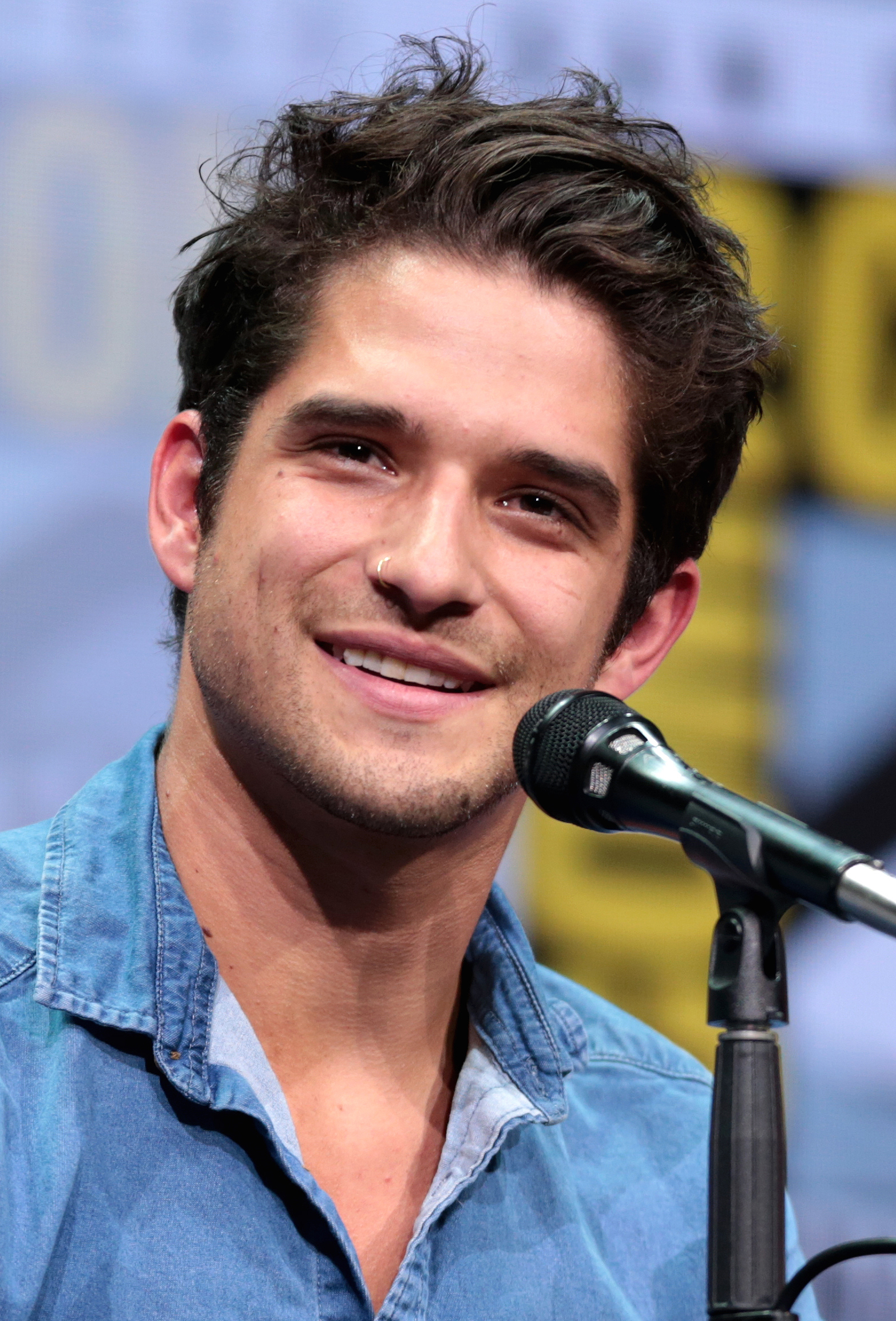
Tyler Posey interpreta Scott McCall
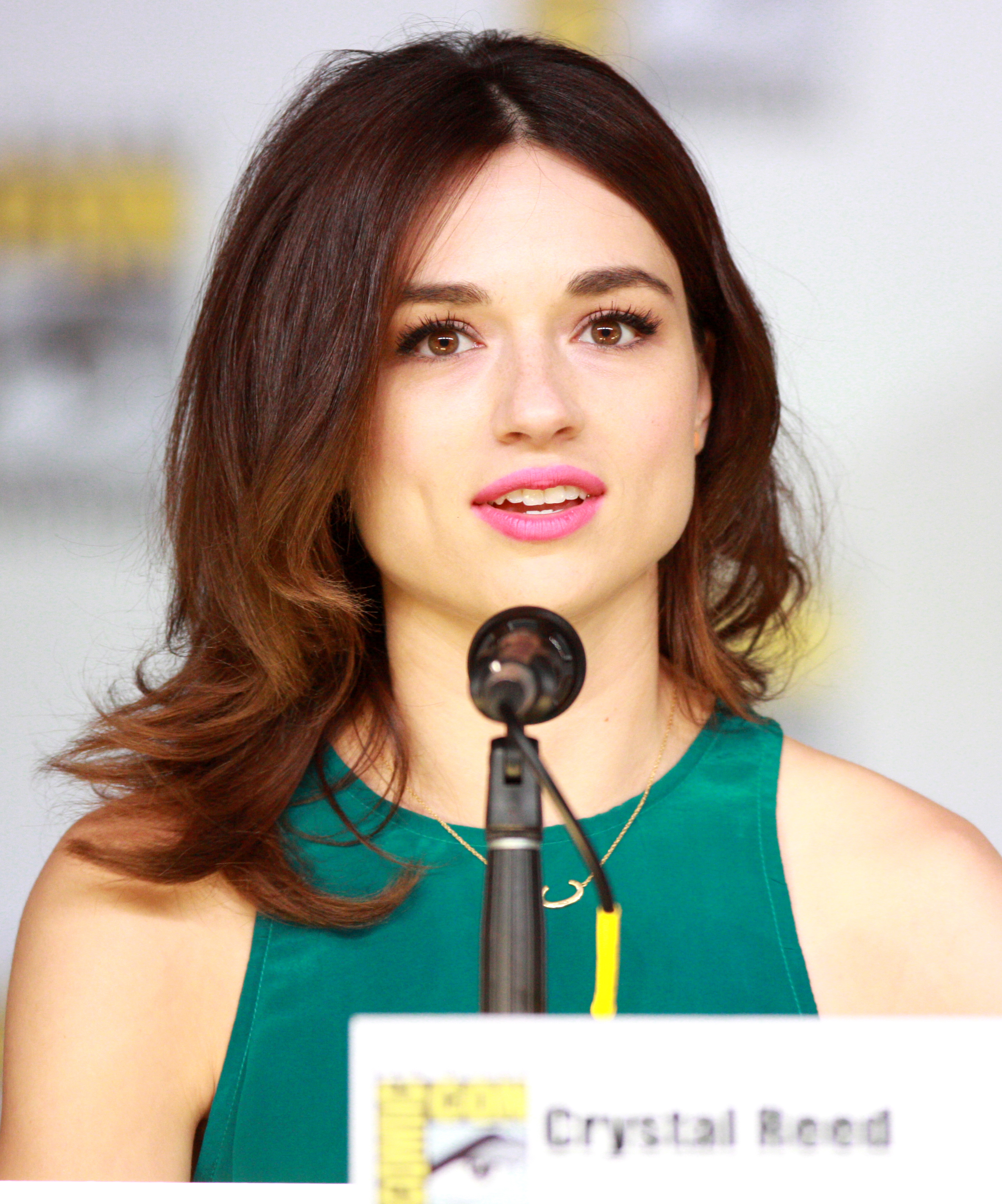
Crystal Reed interpreta Allison Argent
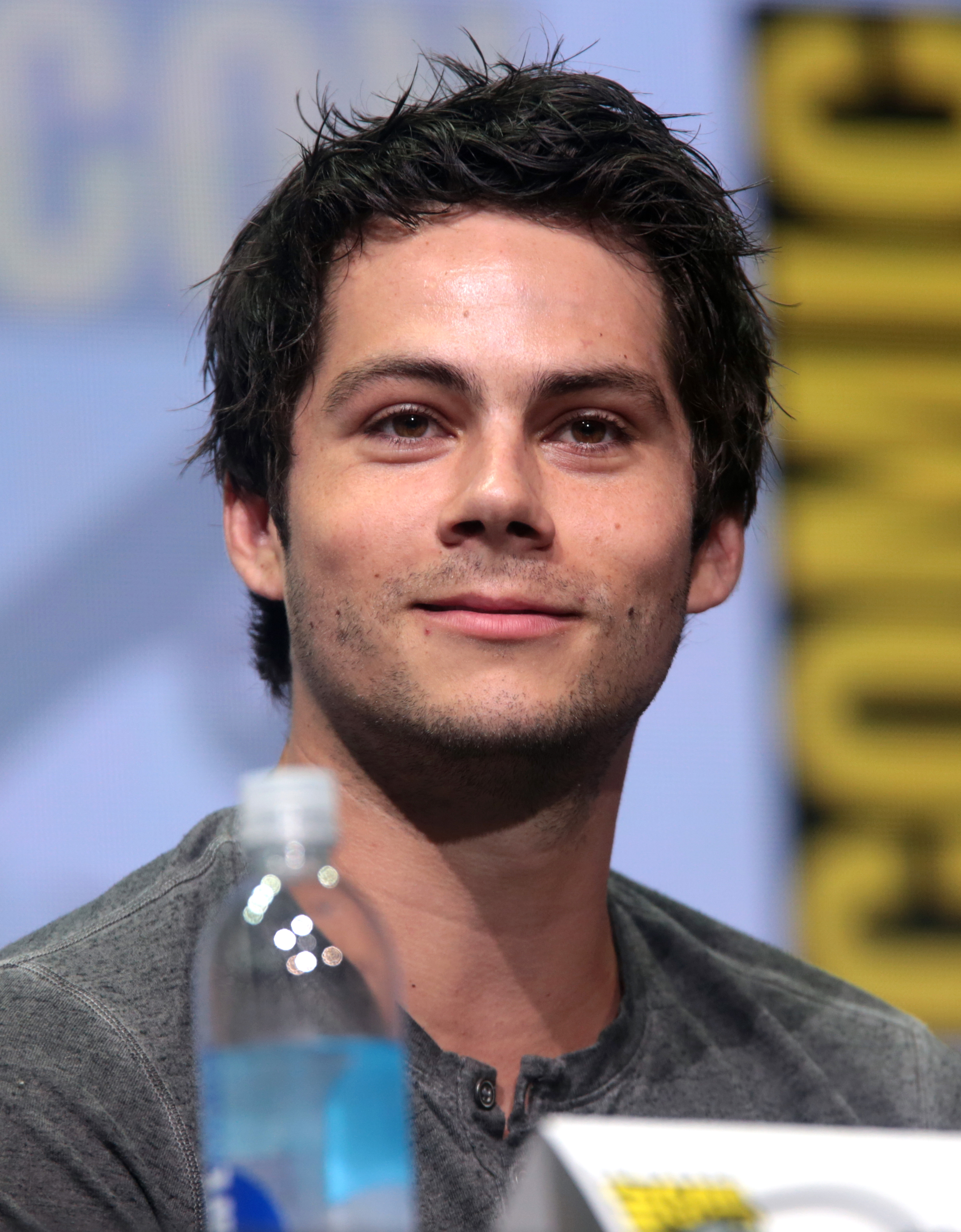
Dylan O'Brien interpreta Stiles Stilinski
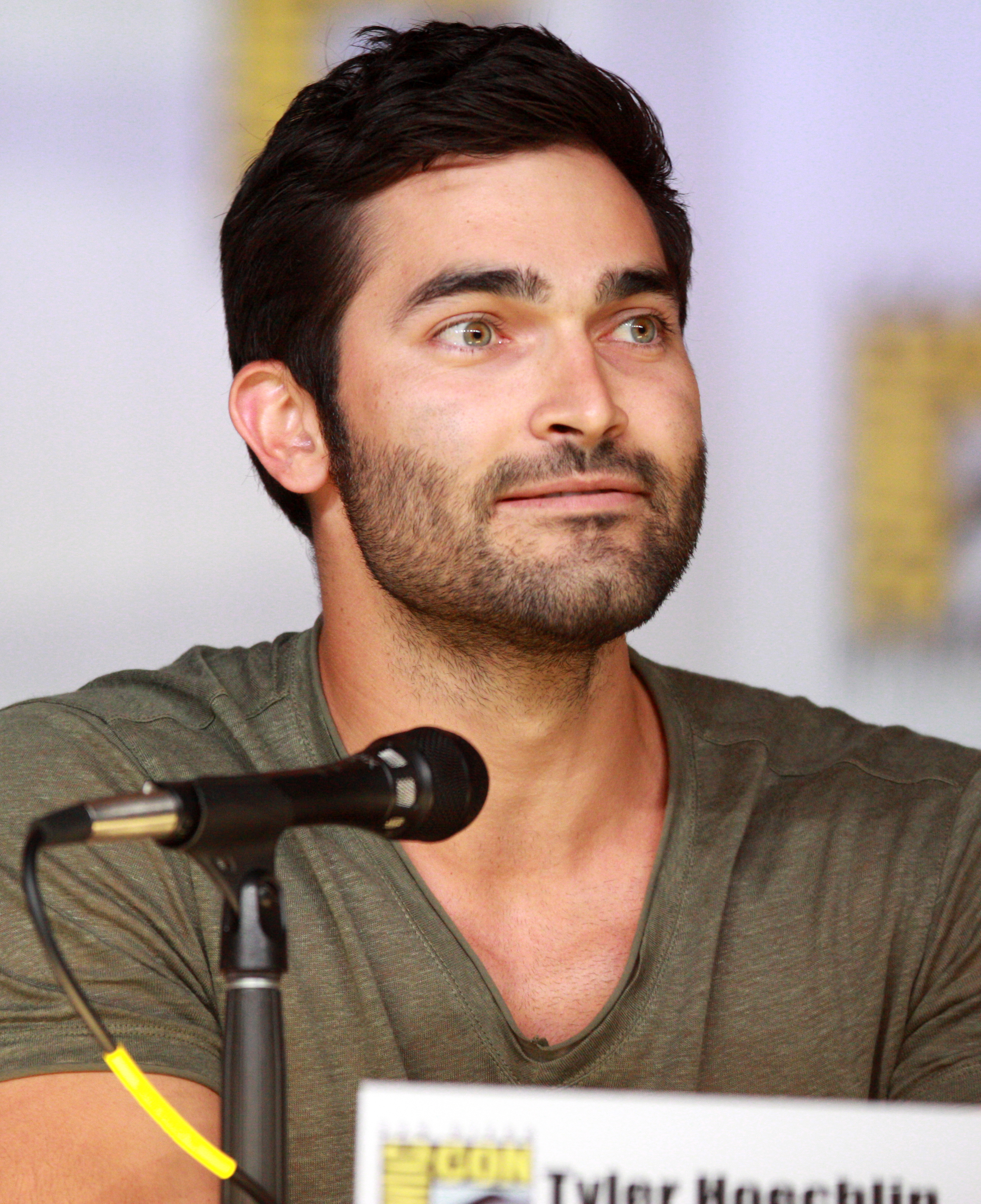
Tyler Hoechlin interpreta Derek Hale
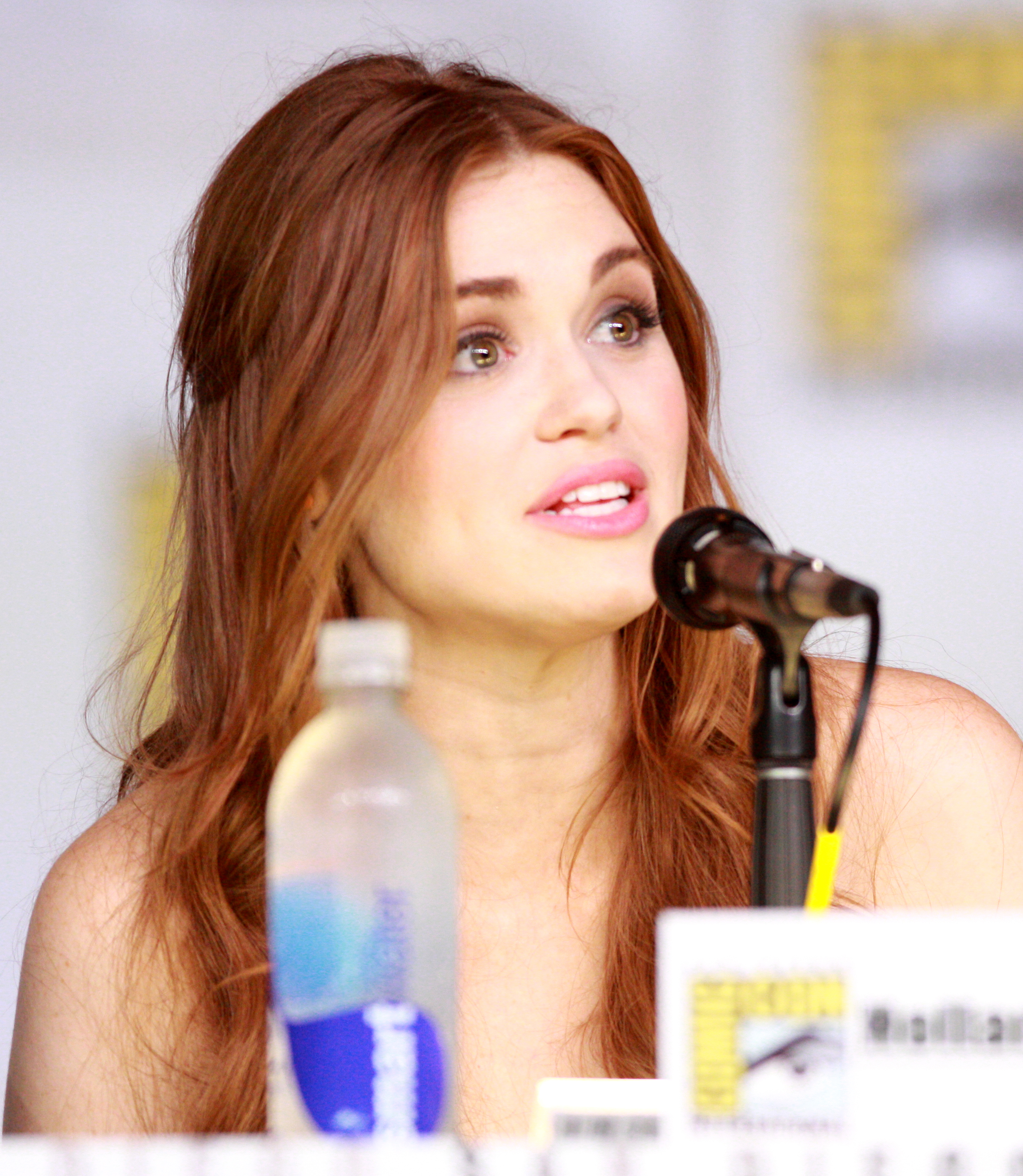
Holland Roden interpreta Lydia Martin
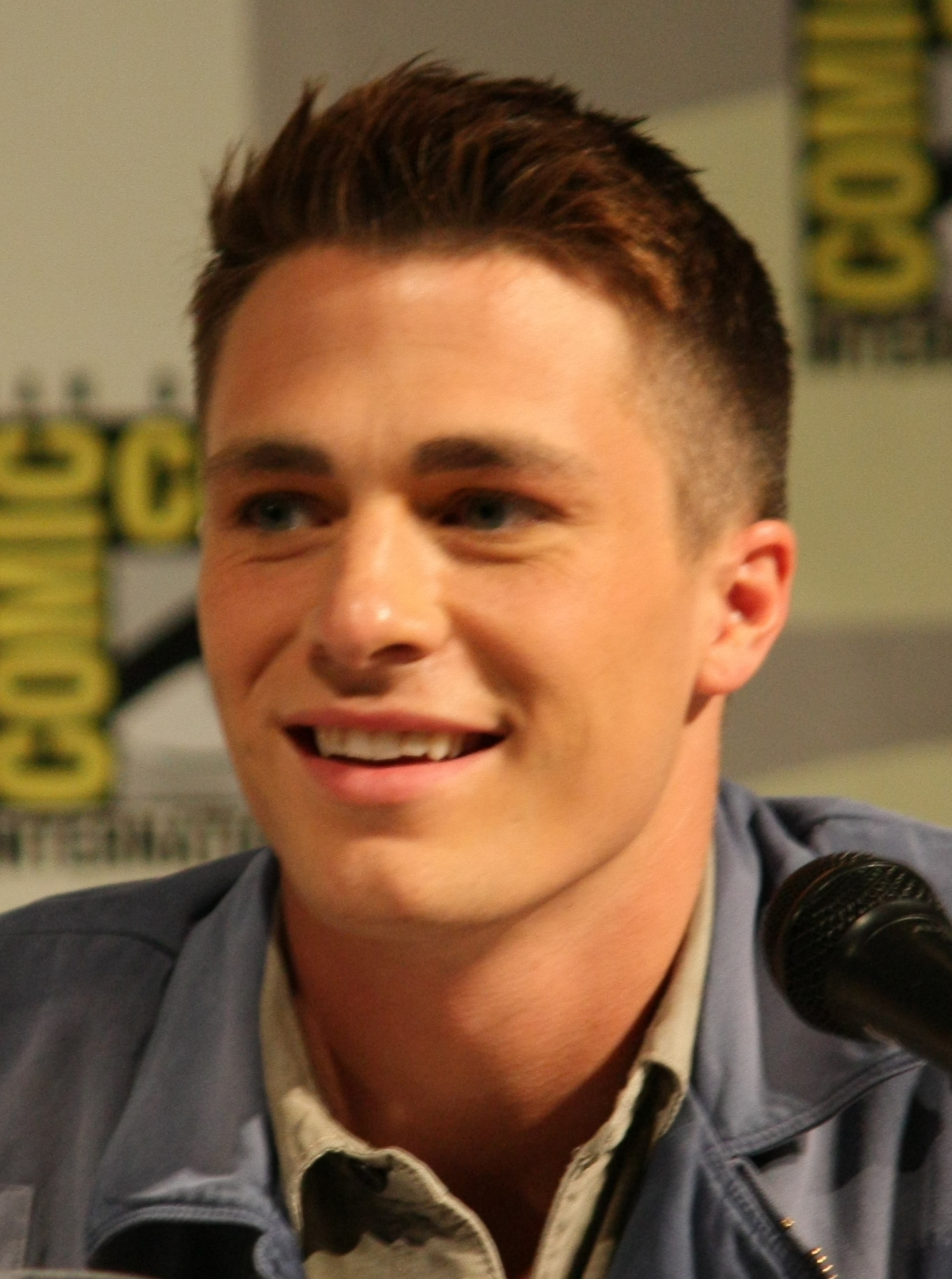
Colton Haynes interpreta Jackson Whittemore
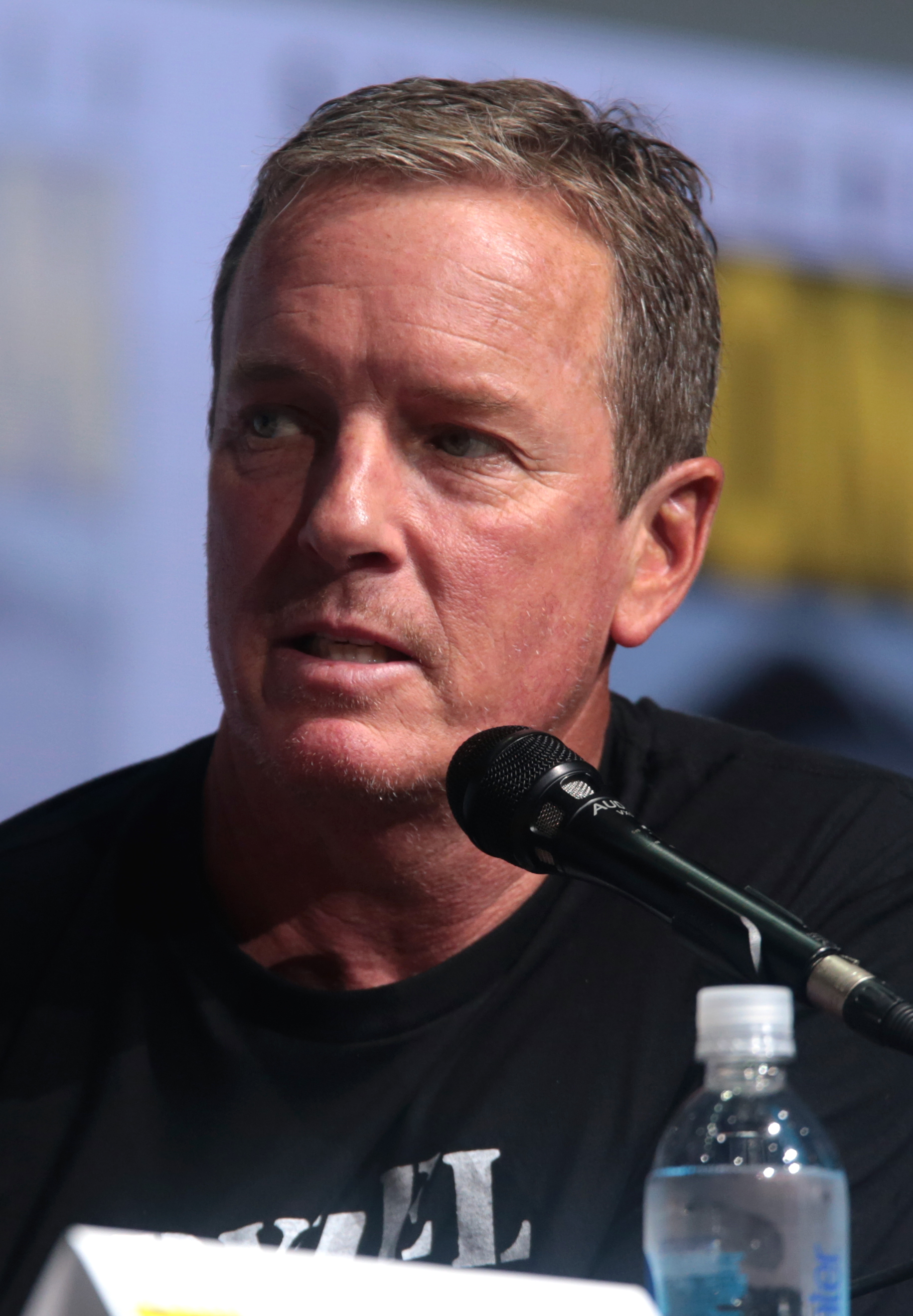
Linden Ashby interpreta Noah Stilinski
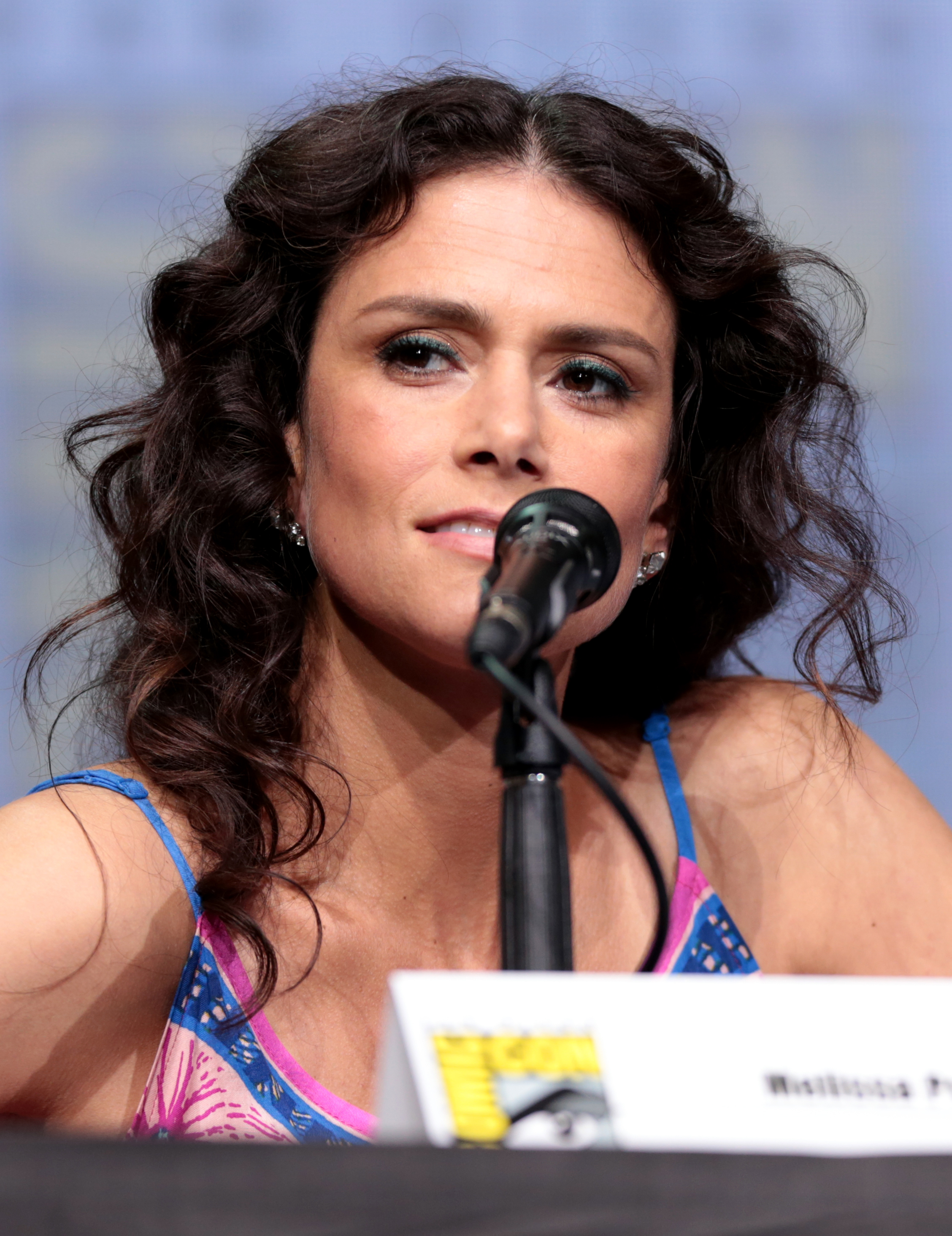
Melissa Ponzio interpreta Melissa McCall
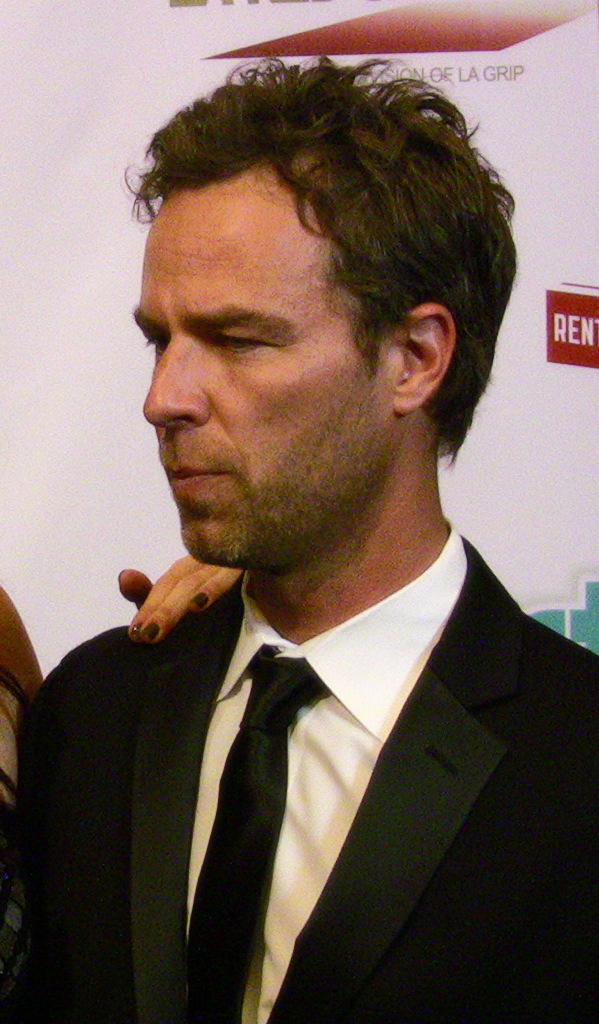
JR Bourne interpreta Chris Argent
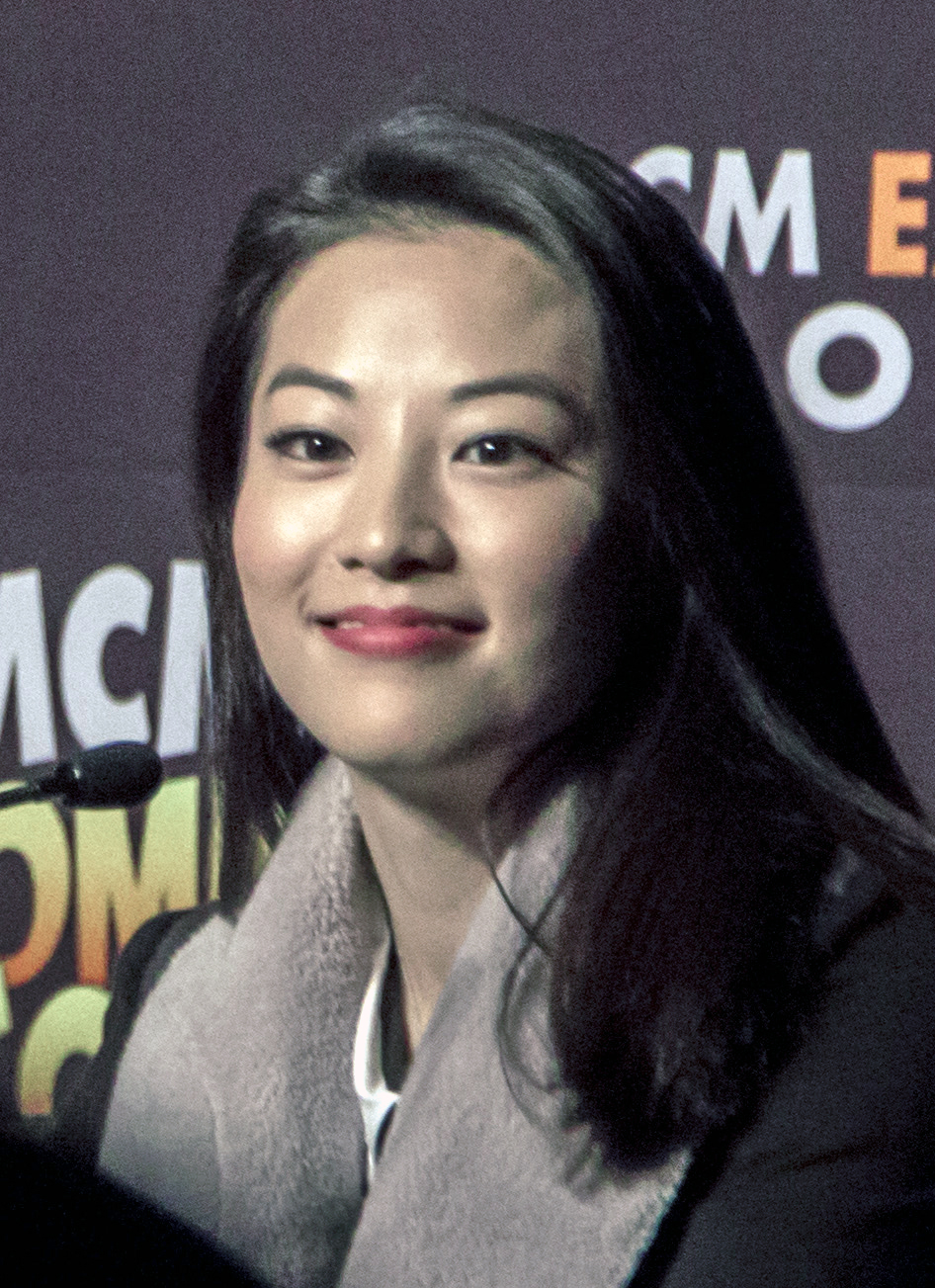
Arden Cho interpreta Kira Yukimura
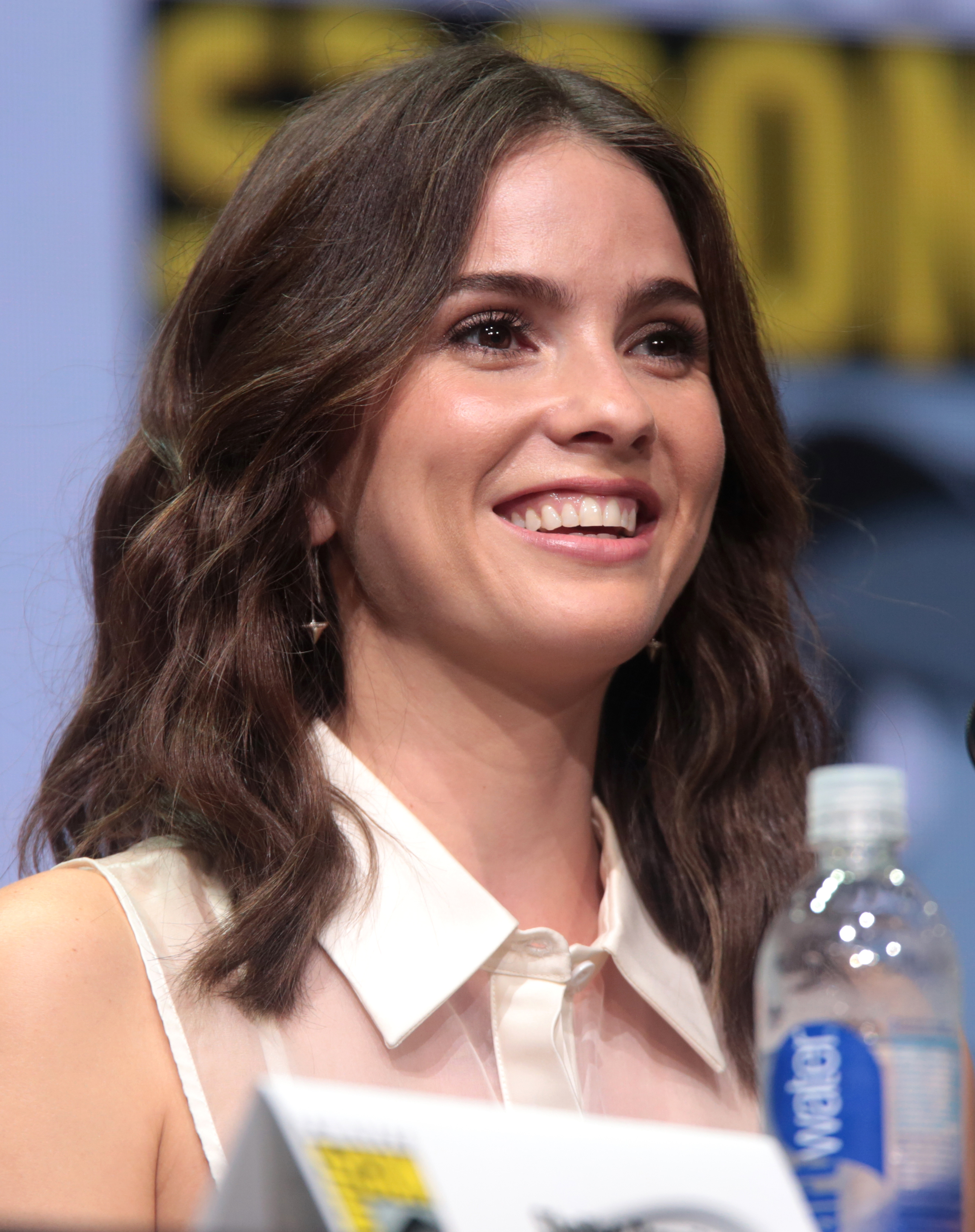
Shelley Hennig interpreta Malia Tate
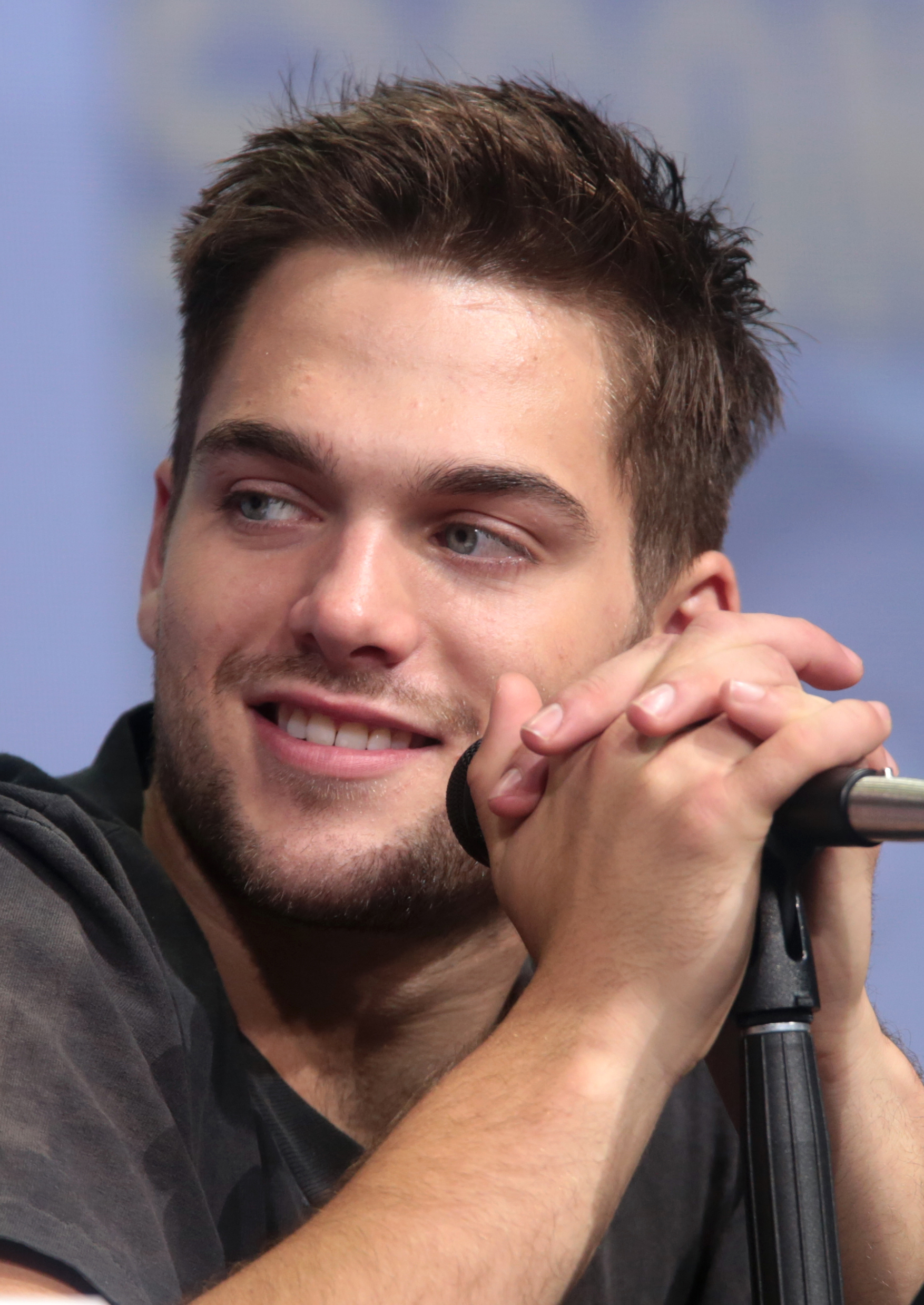
Dylan Sprayberry interpreta Liam Dunbar

## Personaggi secondari

### Famiglia McCall
- Rafael McCall (stagioni 3-4, 6), interpretato da Matthew Del Negro, doppiato da Stefano Billi.
È il padre di Scott ed ex marito di Melissa, che dopo anni di assenza torna a Beacon Hills con l'intento di recuperare il rapporto con il figlio. È un agente dell'FBI ed affianca lo sceriffo Stilinski per risolvere alcuni casi avvenuti nella cittadina. Tornerà nella seconda parte della sesta stagione, nella quale scoprirà l'esistenza del sovrannaturale.

### Famiglia Argent
- Victoria Argent (stagioni 1-3), interpretata da Eaddy Mays, doppiata da Alessandra Korompay.
È la madre di Allison e la moglie di Chris, che dirige in prima persona le attività di sterminio dei licantropi. È una donna fredda e calcolatrice. Tenta di uccidere Scott per separarlo dalla figlia, ma viene fermata da Derek che la morde. Dopo essere stata morsa, decide di uccidersi per evitare di trasformarsi in licantropo. Durante la terza stagione appare ad Allison in delle sue visioni e sogni.
- Katherine "Kate" Argent (stagioni 1, 3-4, 6), interpretata da Jill Wagner, doppiata da Barbara De Bortoli.
Kate è la sorella minore di Chris Argent e la zia di Allison a cui era molto legata. È una cacciatrice di licantropi, ma svolge il suo lavoro con cieco estremismo, il che fa di lei la più spietata tra i membri della famiglia Argent. In passato ha avuto una relazione con Derek. È la colpevole dell'incendio di casa Hale e per questo viene uccisa da Peter Hale. Alla fine della terza stagione, si scopre che è ancora viva e che la ferita mortale infertale da Peter l'ha trasformata in un giaguaro mannaro invece di morire. Nella quarta stagione, torna a Beacon Hills con l'intento di rubare uno strumento degli Hale in grado di aiutarla a controllare la sua trasformazione. Al fine di raggiungere il suo scopo si allea con Peter. Alla fine della quarta stagione rapisce Kira e Scott e trasforma quest'ultimo in un Berseker con l'intento di farlo uccidere dai suoi amici. Ma il piano fallisce, Peter viene sconfitto e Kate è costretta a fuggire dal fratello Chris e dai cacciatori Calavera che intendono catturarla. Tornerà nella seconda parte della sesta stagione desiderosa di uccidere Scott con uno speciale veleno (strozzalupo giallo). Ma cambia poi i suoi piani a causa di un proiettile sparatole dal suo stesso padre. Decide quindi di trasformarsi e ucciderlo.
- Gerard Argent (stagioni 2-3, 5-6), interpretato da Michael Hogan, doppiato da Ennio Coltorti.
È il padre di Chris e Kate Argent ed è un cacciatore di lupi mannari. Non condivide la relazione della nipote Allison con Scott e si impegna a eliminare Derek Hale e il suo branco. Malato terminale di cancro vuole farsi mordere per diventare un lupo mannaro e guarire dalla malattia. Per portare a termine il suo piano, diventa il secondo padrone del Kanima. Sconfitto, viene rinchiuso in una clinica. Nella quinta stagione aiuta Chris a scoprire informazioni sulla bestia. Nella seconda parte della sesta stagione formerà un esercito di cacciatori emergenti per eliminare il sovrannaturale, non solo da Beacon Hills, ma in tutto il mondo. Dopo aver sparato un colpo di pistola contenente del veleno a sua figlia, condannandola a morte certa, muore ucciso proprio da Kate stessa per vendicarsi. Il suo scopo principale è uccidere Scott perché lo ritiene colpevole della morte della nipote Allison.

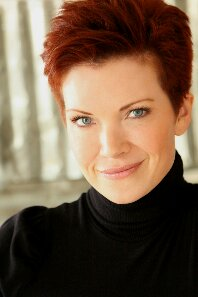
Eaddy Mays interpreta Victoria Argent
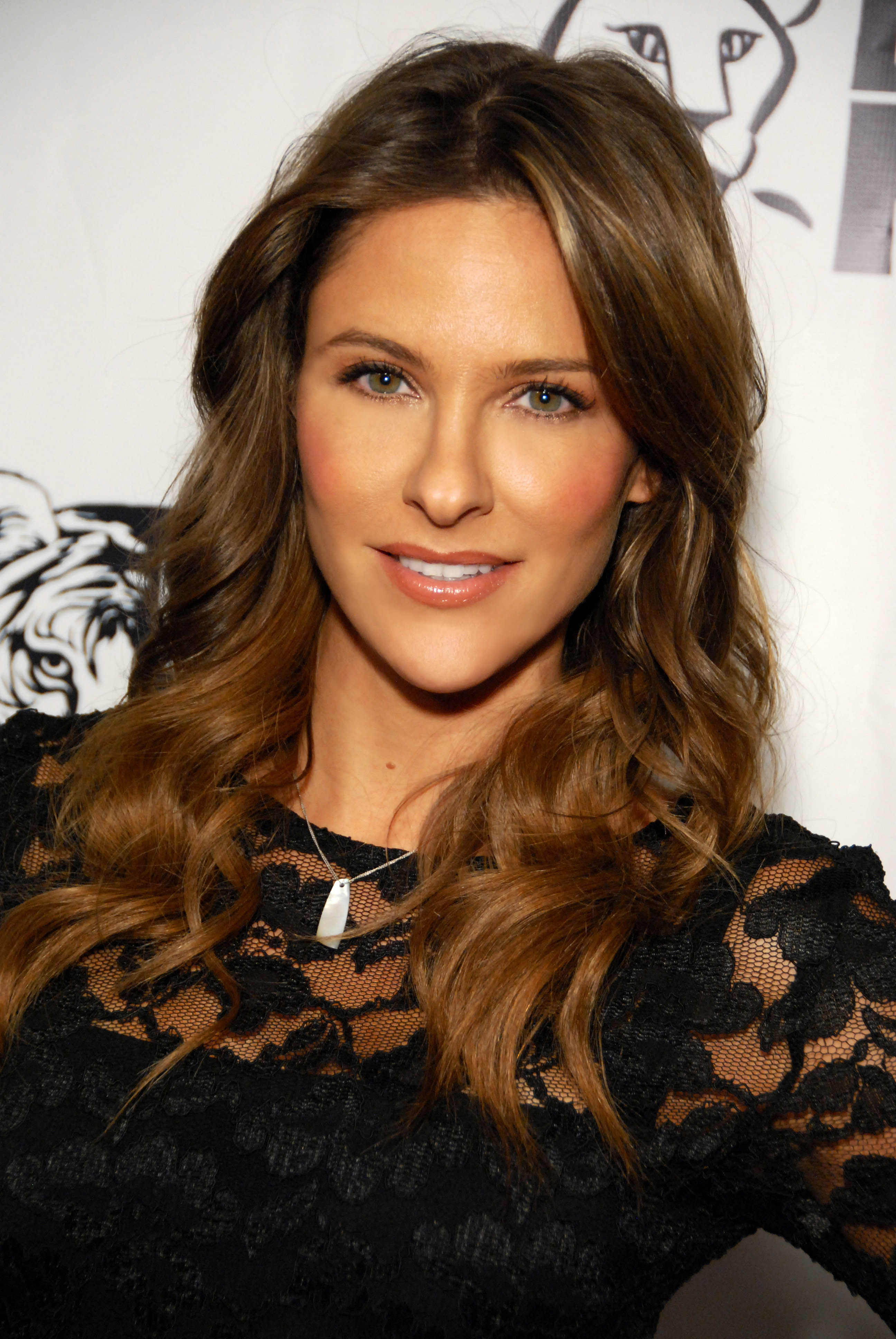
Jill Wagner interpreta Kate Argent
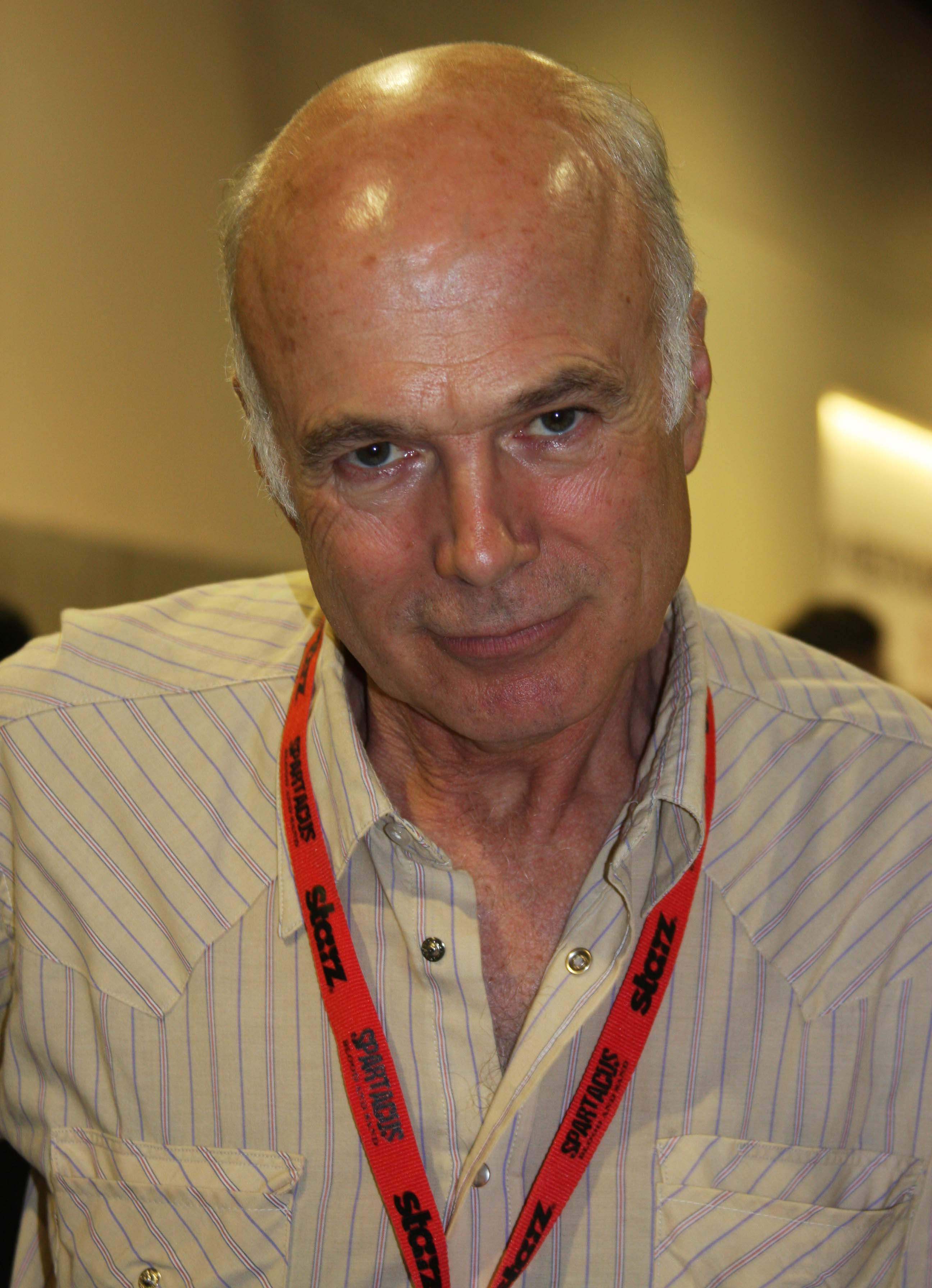
Michael Hogan interpreta Gerard Argent

### Famiglia Stilinski
- Claudia Stilinski (stagioni 5-6), interpretata da Joey Honsa.
È la madre di Stiles. È morta a causa di una malattia prima degli avvenimenti della serie. Nella sesta stagione dopo che Stiles viene rapito dai Ghost Rider, lei ritorna e prende il posto di suo figlio.
- Elias Stilinski (stagione 6).
È il padre di Noah e vive in una casa di cura a causa della sua demenza. Lydia riesce a farlo ragionare con l'aiuto della matematica. Durante la seconda guerra mondiale era un soldato soprannominato Stiles, come il nipote. Aiuterà Noah a ricordarsi di suo figlio visto che lui sarà l'unico a ricordarne l'esistenza all'inizio.

### Famiglia Hale
- Peter Hale (stagioni 1-4, 6), interpretato da Ian Bohen e Michael Fjordbak (da giovane), doppiato da Simone D'Andrea.
È lo zio di Derek, che rimane sfigurato ed in stato catatonico in seguito all'incendio che anni prima ha stroncato la famiglia Hale. Essendo anch'egli un licantropo, il suo corpo sembra rigenerarsi lentamente. È l'alfa che morde Scott, trasformandolo in licantropo. È un uomo subdolo, disonesto, ingannatore, manipolatore, sadico, violento, egoista e crudele, colpevole di aver ucciso la nipote Laura Hale per ottenere i suoi poteri di alfa. Alla fine della prima stagione viene ucciso da Derek, che vendica così la morte della sorella. Nella seconda stagione torna in vita grazie a Lydia e per riscattarsi con il nipote, decide di aiutare lui e il suo branco a sconfiggere prima il Kanima e poi il branco di alfa di Deucalion. Durante la terza stagione, si scopre che Peter è il padre biologico di Malia Tate, anche se cerca sempre di non darlo a vedere Peter si preoccupa molto per la figlia e cerca sempre di proteggerla da lontano, soprattutto nella sesta stagione mostra che lei è l'unica persona per cui prova un grande affetto. Si scopre che nel periodo in cui collabora con Derek e il resto del branco, Peter prepara un piano per rubare il potere a Scott e tornare ad essere un alfa. A tal proposito, stringe un'alleanza con Kate Argent. Alla fine della quarta stagione, viene sconfitto da Scott e viene rinchiuso nell'ospedale psichiatrico di Eichen House, nella sezione dedicata alle creature sovrannaturali. Dalla quale scappa nella sesta stagione, per poi essere catturato dalla caccia selvaggia. Riuscirà ad uscirne e nella seconda parte della sesta stagione aiuterà Scott nella battaglia finale, per via della figlia Malia per il quale inizia a provare forti sentimenti paterni.
- Laura Hale (stagioni 1, 3), interpretata da Haley Roe Murphy.
È la sorella maggiore di Derek. Laura era con suo fratello Derek quando l'abitazione degli Hale è stata incendiata. In seguito ha assunto il ruolo alfa della famiglia Hale fino a quando suo zio Peter non l'ha uccisa.
- Cora Hale (stagione 3), interpretata da Adelaide Kane, doppiata da Letizia Ciampa.
È la sorella minore di Derek, che lui credeva morta nell'incendio di casa Hale. Ritrova suo fratello Derek, quando viene liberata dalla prigionia di Deucalion. Aiuta il fratello e il suo branco nella lotta contro gli alfa. Ridotta in fin di vita da uno scontro con Aiden, viene salvata da Derek, perdendo però i suoi poteri di alfa. Alla fine della prima parte della terza stagione lascia Beacon Hills.
- Talia Hale (stagione 3), interpretata da Alicia Coppola.
È la sorella maggiore di Peter e madre di Derek, la più potente tra i licantropi, morta nell'incendio di casa Hale.

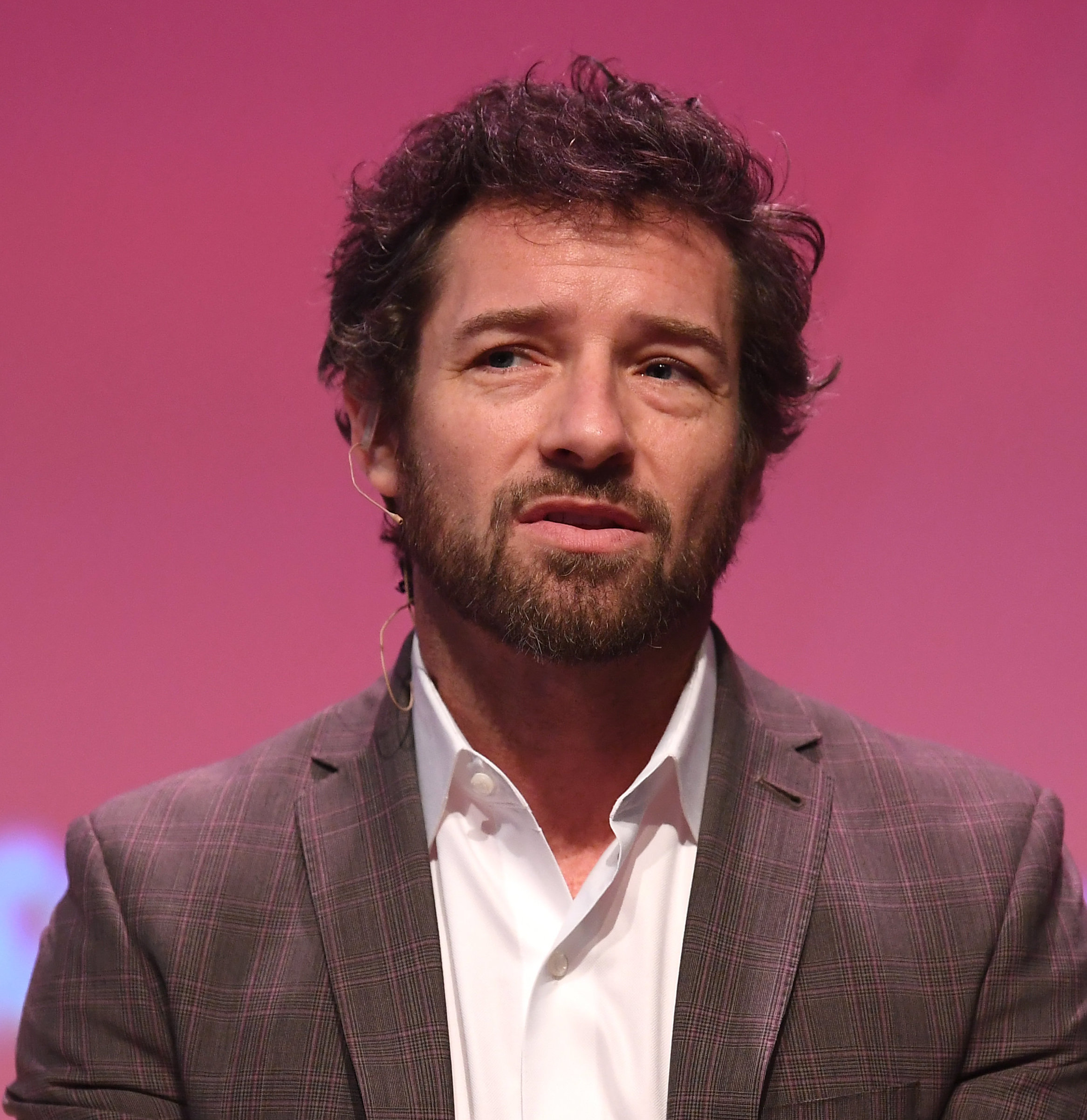
Ian Bohen interpreta Peter Hale
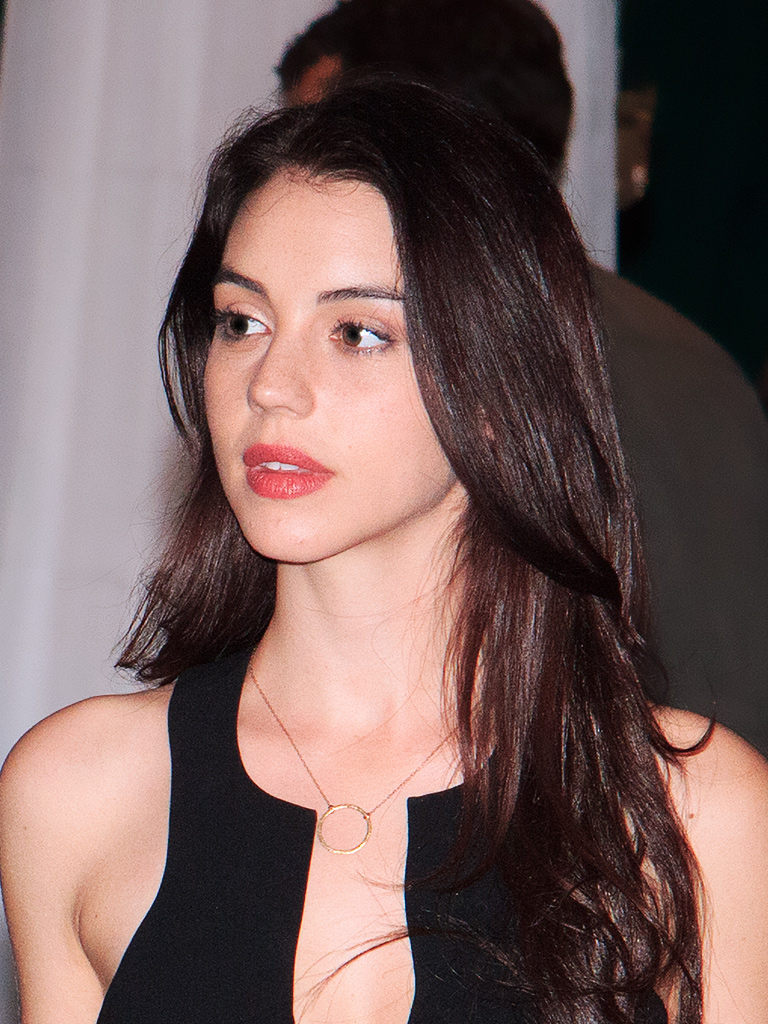
Adelaide Kane interpreta Cora Hale
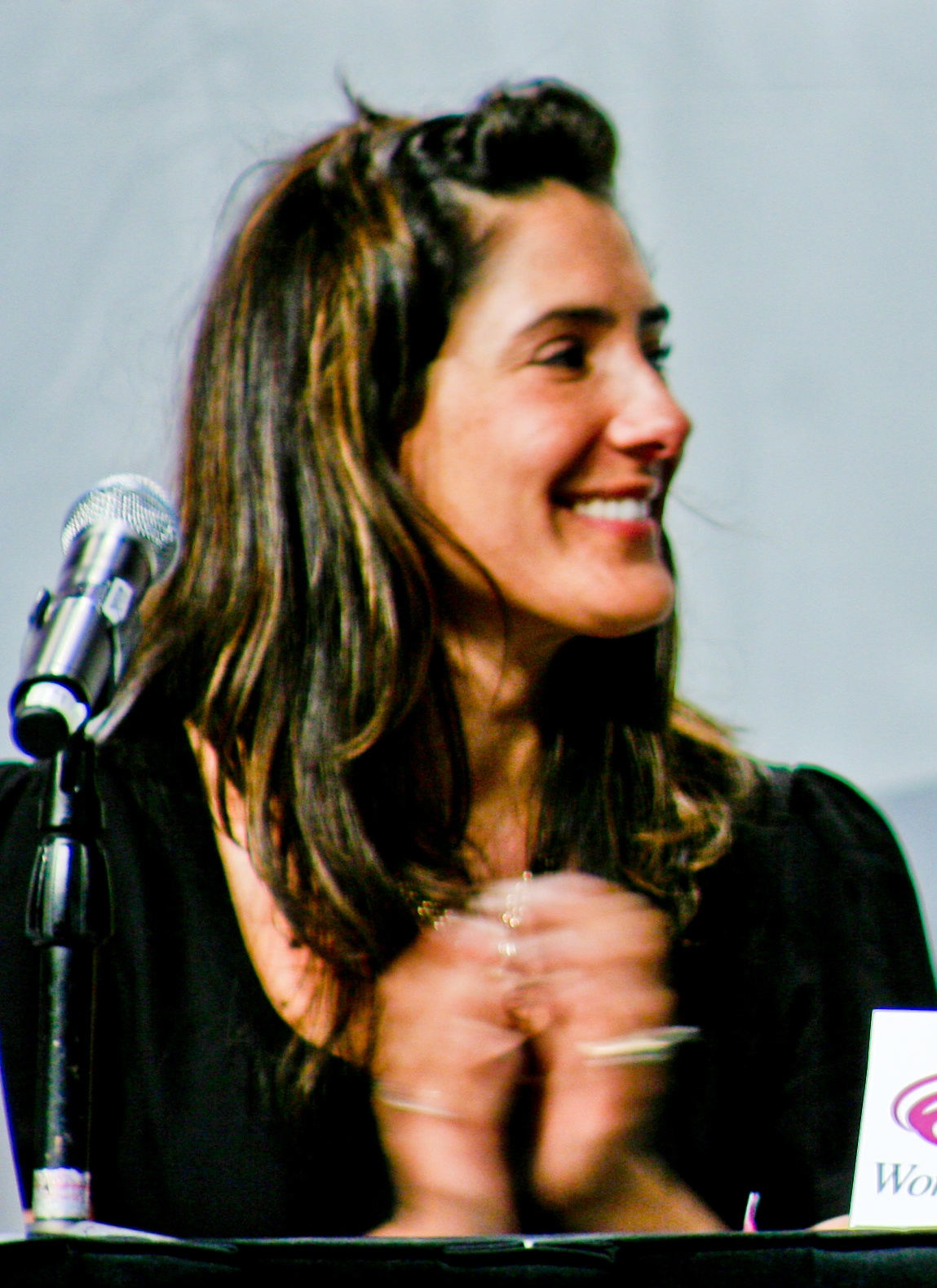
Alicia Coppola interpreta Talia Hale

### Famiglia Martin
- Mr. Martin (stagioni 1-2), interpretato da Jeff Rose.
È il padre di Lydia ed ex-marito di Natalie.
- Natalie Martin (stagioni 1-6), interpretata da Susan Walters, doppiata da Daniela D'Angelo.
È la madre di Lydia ed ex-moglie del signor Martin. Nella terza stagione diventa professoressa del liceo di Beacon Hills. Nella quarta stagione parla a Lydia della nonna aiutandola a scoprire alcune chiavi di cifratura della lista. Nella seconda parte della sesta stagione diventa preside del liceo di Beacon Hills.
- Lorraine Martin (stagione 5), interpretata da Marcy Goldman.
È la nonna di Lydia ed era una Banshee. È stata uccisa durante la sua permanenza ad Eichen House da Brunski.

### Famiglia Whittemore
- David Whittemore (stagioni 1-2), interpretato da Robert Pralgo.
È un avvocato molto richiesto e il padre adottivo di Jackson.
- Mrs. Whittemore (stagione 1), interpretata da Carrie Kroll.
È la madre adottiva di Jackson.

### Beacon Hills High School
- Bobby Finstock (stagioni 1-6), interpretato da Orny Adams, doppiato da Massimo Bitossi.
È l'allenatore della squadra di lacrosse, nonché professore di economia del liceo di Beacon Hills. È spesso oggetto degli scherzi di Stiles e Scott, ai quali è molto legato e grazie a loro tornerà ad allenare dopo un periodo di "malattia".
- Danny Mahealani (stagioni 1-3), interpretato da Keahu Kahuanui, doppiato da Daniele Natali.
È il migliore amico di Jackson, compagno di squadra di Scott e Stiles. È dichiaratamente gay e durante la terza stagione ha una relazione con il licantropo Ethan. Apparentemente ignaro dell'esistenza dei licantropi, alla fine della terza stagione confessa ad Ethan di sapere della presenza a Beacon Hills di lupi mannari e di altre creature sovrannaturali e lascia Beacon Hills insieme a lui.
- Adrian Harris (stagioni 1-3), interpretato da Adam Fristoe, doppiato da Vittorio Guerrieri.
È l'insegnante di chimica del liceo di Beacon Hills. Muore nella terza stagione, quando viene ucciso da Jennifer Blake/Darach in uno dei tanti sacrifici.
- Isaac Lahey (stagioni 2-3), interpretato da Daniel Sharman, doppiato da Daniele Giuliani.
Isaac fa la sua prima comparsa nel primo episodio della seconda stagione; è uno studente del liceo di Beacon Hills, vittima sin dall'infanzia delle violenze fisiche e psicologiche del padre. Decide di farsi mordere da Derek Hale, diventando così il primo licantropo beta del suo branco. Nel corso della 2 stagione inizia ad avvicinarsi a Scott e nel finale della 2 stagione viene coinvolto nella guerra contro i cacciatori di licantropi partecipando alla battaglia finale contro il Kanima. Durante la terza stagione, è l'unico membro del branco di Derek a non essere ucciso dal branco di alfa di Deucalion. Si avvicina sempre di più a Scott entrando nel suo branco e quando Derek lo caccia di casa va a vivere da lui. Nella seconda parte della terza stagione, aiuta il branco di Scott a salvare Malia e si avvicina ad Allison Argent verso la quale prova una forte attrazione. I due si metteranno insieme, nonostante la gelosia di Scott, in quanto ex di Allison. Isaac, nel finale della terza stagione, aiuta il branco a salvare Lydia Martin, che è stata catturata dal Nogitsune. Durante la battaglia finale contro il Nogitsune e gli Oni, Allison muore. Dopo la morte della sua fidanzata, nell'ultima puntata della terza stagione Isaac lascia Beacon Hills e parte insieme a Chris Argent, padre di Allison, per la Francia.
- Matthew "Matt" Daehler (stagione 2), interpretato da Stephen Lunsford, doppiato da Sacha De Toni.
È uno studente del liceo di Beacon Hills ed un bravo fotografo. Si innamora di Allison Argent. Diventa il padrone del Kanima, facendo uccidere a Jackson un gruppo di ex studenti colpevoli di averlo deriso e quasi affogato in passato e il suo ex allenatore, Mr. Lahey. Viene ucciso da Gerard Argent, che lo annega con l'intento di diventare il nuovo padrone del Kanima.
- Erica Reyes (stagioni 2-3), interpretata da Gage Golightly, doppiata da Eva Padoan.
È studentessa del liceo di Beacon Hills con problemi di attacchi epilettici. Viene morsa da Derek, guarendo dalla sua malattia e diventando un membro del suo branco. Quando la guerra tra cacciatori e licantropi raggiunge l'apice, Erica decide di scappare insieme a Boyd. Durante la fuga i due licantropi vengono intercettati dal branco di lupi mannari alfa guidati da Deucalion. Coraggiosamente, Erica combatte contro la licantropa Kali, ma viene uccisa da quest'ultima e lasciata nello sgabuzzino della banca abbandonata di Beacon Hills fino a che Allison non trova il suo corpo.
- Vernon Milton Boyd (stagioni 2-3), interpretato da Sinqua Walls, doppiato da Paolo Vivio.
È uno studente del liceo di Beacon Hills, che viene morso da Derek e entra a far parte del suo branco. Alla fine della seconda stagione, decide di lasciare la città insieme ad Erica, ma viene intercettato e imprigionato dal branco di alfa di Deucalion. Durante la prigionia conosce Cora Hale, sorella minore di Derek. Dopo essere stato liberato, Boyd viene ucciso accidentalmente da Derek, durante una battaglia contro Kali.
- Jared (stagione 3), interpretato da Jeremiah Sutheim, doppiato da Stefano Pozzi.
È uno studente del liceo di Beacon Hills che soffre sempre di mal di stomaco.
- Fleming (stagioni 4-6), interpretata da Rahnuma Panthaky.
È una professoressa
- Mason Hewitt (stagioni 4-6), interpretato da Khylin Rhambo, doppiato da Alessandro Capra.
È il migliore amico di Liam Dunbar ed è gay, nella quinta stagione si innamora e fidanza con Corey e cerca di aiutarlo a integrarsi nel branco e a staccarsi dal suo passato. Intelligente, calmo e perspicace non agisce mai senza pensare ed è l'esatto opposto di Liam, per questo è un ottimo punto fermo per lui. Nella quinta stagione si scopre essere il successo dei Dread Doctors e infatti racchiude in sé la Betê de Gevaudan. Nella quinta stagione scopre la verità sul sovrannaturale e diventa un membro del branco di Scott.
- Garrett (stagione 4), interpretato da Mason Dye, doppiato da Mirko Cannella.
È il fidanzato di Violet, nonché suo partner in affari, in quanto lavora insieme a lei per Il Benefattore. Muore ucciso da un Berserker.
- Violet (stagione 4), interpretata da Samantha Logan, doppiata da Veronica Puccio.
È una studentessa del primo anno, amica di Liam Dunbar e Mason, nonché fidanzata di Garrett. In realtà non è una semplice teenager, ma è una cacciatrice di taglie che lavora per Il Benefattore e che ha il compito di uccidere Scott ed altre creature sovrannaturali di Beacon Hills. Muore uccisa da Kate Argent e i suoi Berserker.
- Sydney (stagioni 4-6), interpretata da Claire Bryétt Andrew.
È una studentessa ed è molto amica di Hayden.
- Hayden Romero (stagioni 5-6), interpretata da Victoria Moroles, doppiata da Roisin Nicosia.
Hayden è la fidanzata di Liam. Muore e Theo la resuscita insieme ad altre 3 chimere.
- Finch (stagioni 5-6), interpretata da Michelle Clunie, doppiata da Rachele Paolelli.
È la professoressa del corso avanzato di biologia alla Beacon Hills High School che si scopre essere un alfa e mamma della ragazza a cui una parte della Anuk-Itè ruba il corpo. .
- Tracy Stewart (stagione 5), interpretata da Kelsey Chow, doppiata da Chiara Oliviero.
È una studentessa e in seguito anche chimera Kanima. Viene uccisa dai dottori del terrore e riportata in vita da Theo, di cui si innamora, ma poi è lui stesso ad ucciderla nonostante si sia sempre mostrata un fedele membro del suo branco. Soffre di terrori notturni e non ha molti amici, è timida e riservata. Non ha la madre e suo padre è poco presente(lo uccide lei stessa).
- Corey Bryant (stagioni 5-6), interpretato da Michael Johnston, doppiato da Alex Polidori.
È uno studente e in seguito anche chimera e può diventare invisibile. È timido e riservato e fatica a fidarsi della gente; ha un brutto rapporto con la famiglia. Corey è gay ed ha una relazione con Mason che è la prima persona che lo capisce veramente e se ne innamora profondamente, che lo convince a collaborare con il branco di Scott abbandonando quello di Theo. Nella sesta stagione assume un ruolo importante in quanto può rendere visibili agli occhi di tutti le cose che non lo sono, per esempio i Ghost Rider.
- Josh Diaz (stagione 5), interpretato da Henry Zaga, doppiato da Raffaele Pezzulli.
È uno studente e in seguito anche chimera che si nutre di elettricità. Muore ucciso da Theo, che lo riporta in vita e lo uccide definitivamente per prenderne il potere.
- Noah Patrick (stagione 5), interpretato da Jordan Fisher.
È uno studente della Beacon Hills High School ed in seguito chimera Berserker.
- Lucas (stagione 5) interpretato da Eddie Ramos.
È uno studente gay di Beacon Hills, ex ragazzo di Corey Bryant ed in seguito chimera scorpione. Viene ucciso dai Dread Doctors in quanto considerato un "fallimento".
- Gwen (stagione 6), interpretata da Alisha Boe.
È una giocatrice di lacrosse alla Beacon Hills High School. Si fa catturare dai Ghost Rider dopo che questi le hanno portato via Phoebe, la sorella.
- Nathan Pierce (stagione 6), interpretato da Ross Butler.
È uno studente di Beacon Hills e il capitano della squadra di lacrosse, viene catturato dai Ghost Rider. Ha una relazione con Malia molto corta.
- Garrett Douglas (stagione 6), interpretato da Pete Ploszek.
È il nuovo professore di fisica della scuola ed anche un Lowenmensch, una creatura metà lupo metà leone; venne catturato dai Dread Doctors durante la seconda guerra mondiale per prolungare la propria vita. Acquisirà i poteri di un ghost rider dopo avergli mangiato la ghiandola pineale. Verrà tramutato in un ghost rider dopo aver cercato di controllarli.
- Tamora Monroe (stagione 6), interpretata da Sibongile Mlambo.
È la nuova psicologa del liceo. Diventa allieva di Gerard e sarà la sua più fedele seguace nel suo piano di sterminio degli esseri sovrannaturali; tale odio, oltre a essere influenzato dall'Anuk-Ite, è dovuto al fatto che i suoi amici furono uccisi dalla Bestia del Gévaudan e lei, per sopravvivere, si nascose fra i loro cadaveri mentre Scott fronteggiava l'essere. È dotata di un carattere sadico e freddo (proprio similmente al suo maestro), difatti si mostra in grado anche di uccidere giovanissimi esseri sovrannaturali e non si fa scrupoli di eliminare chiunque intralci la sua strada, anche alleati. Alla fine della stagione riuscirà a fuggire assieme ad alcuni fedeli, per poi reclutare migliaia di cacciatori in tutto il mondo per proseguire gli ideali di Gerard e sterminare tutti gli esseri sovrannaturali esistenti, anche se Scott e il suo branco si dichiareranno pronti a fermarla.
- Nolan Holloway (stagione 6), interpretato da Froy Gutierrez.
È uno studente di Beacon Hills e fa parte della squadra di lacrosse. Nella sesta stagione diventa un cacciatore, prendendo particolarmente di mira Liam; alla fine, però, si redimerà e riappacificherà con quest'ultimo.
- Gabe (stagione 6), interpretato da Andrew Matarazzo.
È uno studente di Beacon Hills che diventa un cacciatore insieme a Nolan. Durante lo scontro finale all'ospedale resta ucciso; Theo, avendo pietà di lui, gli assorbe il dolore per farlo morire sereno.

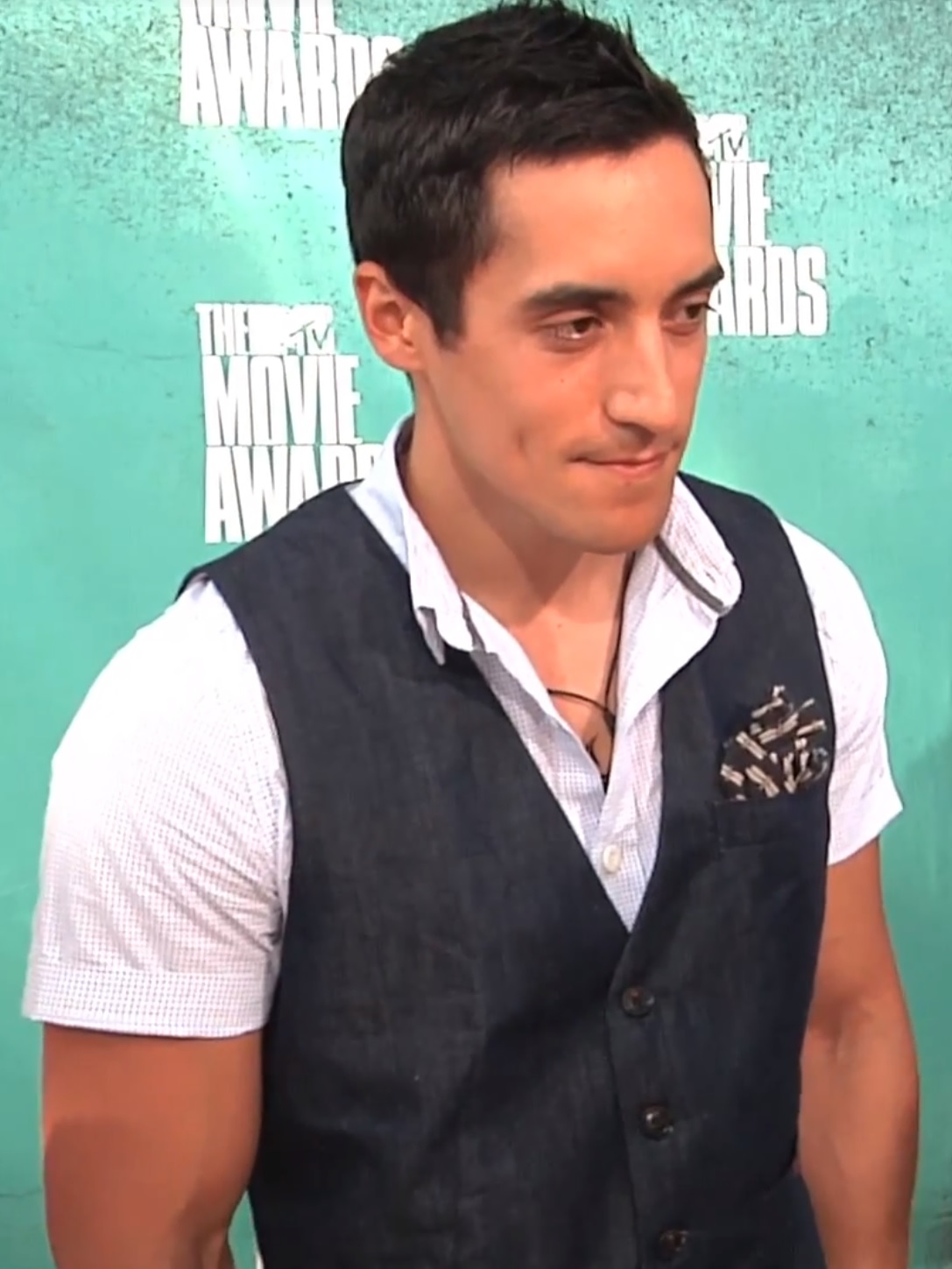
Keahu Kahuanui interpreta Danny Mahealani
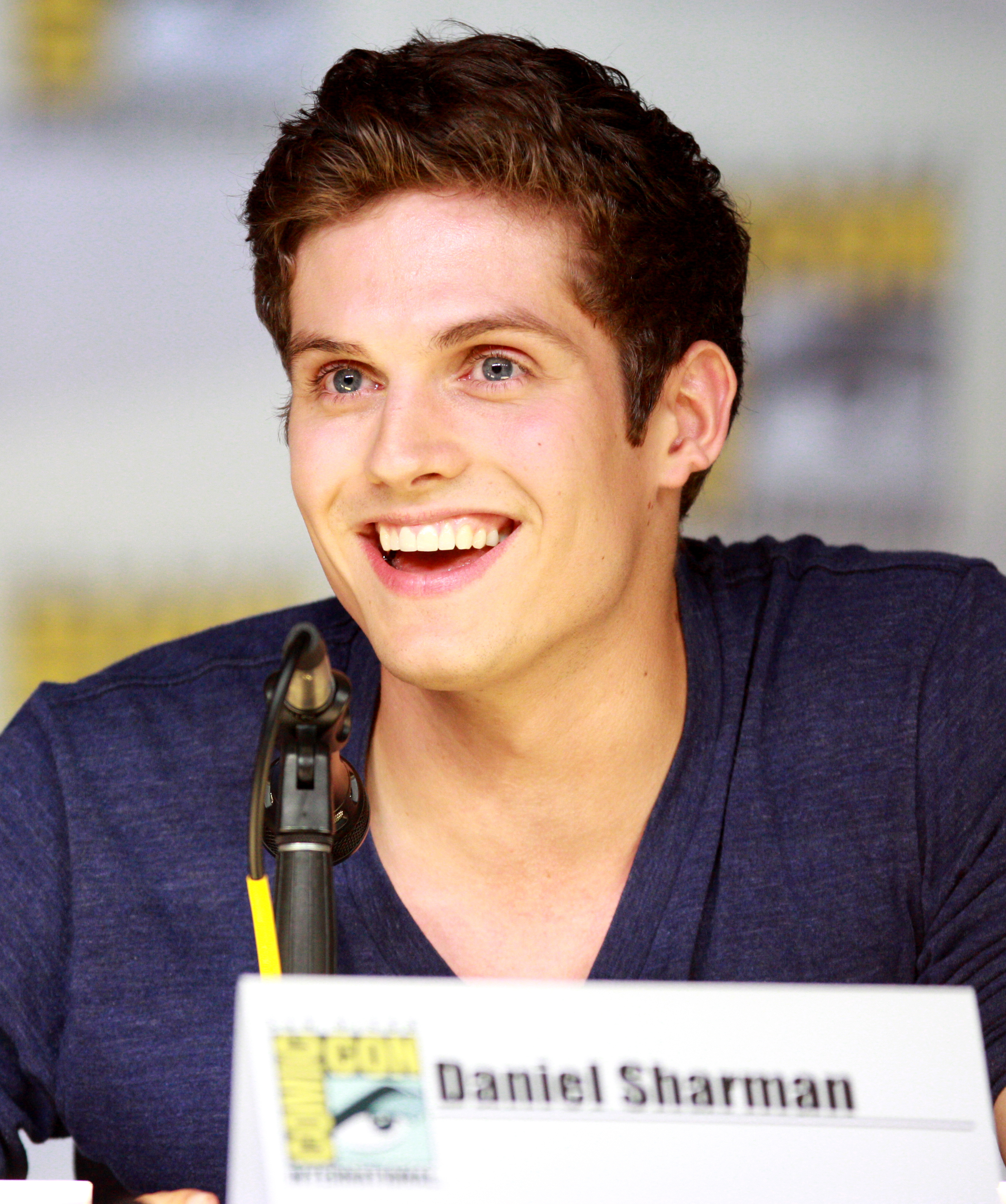
Daniel Sharman interpreta Isaac Lahey
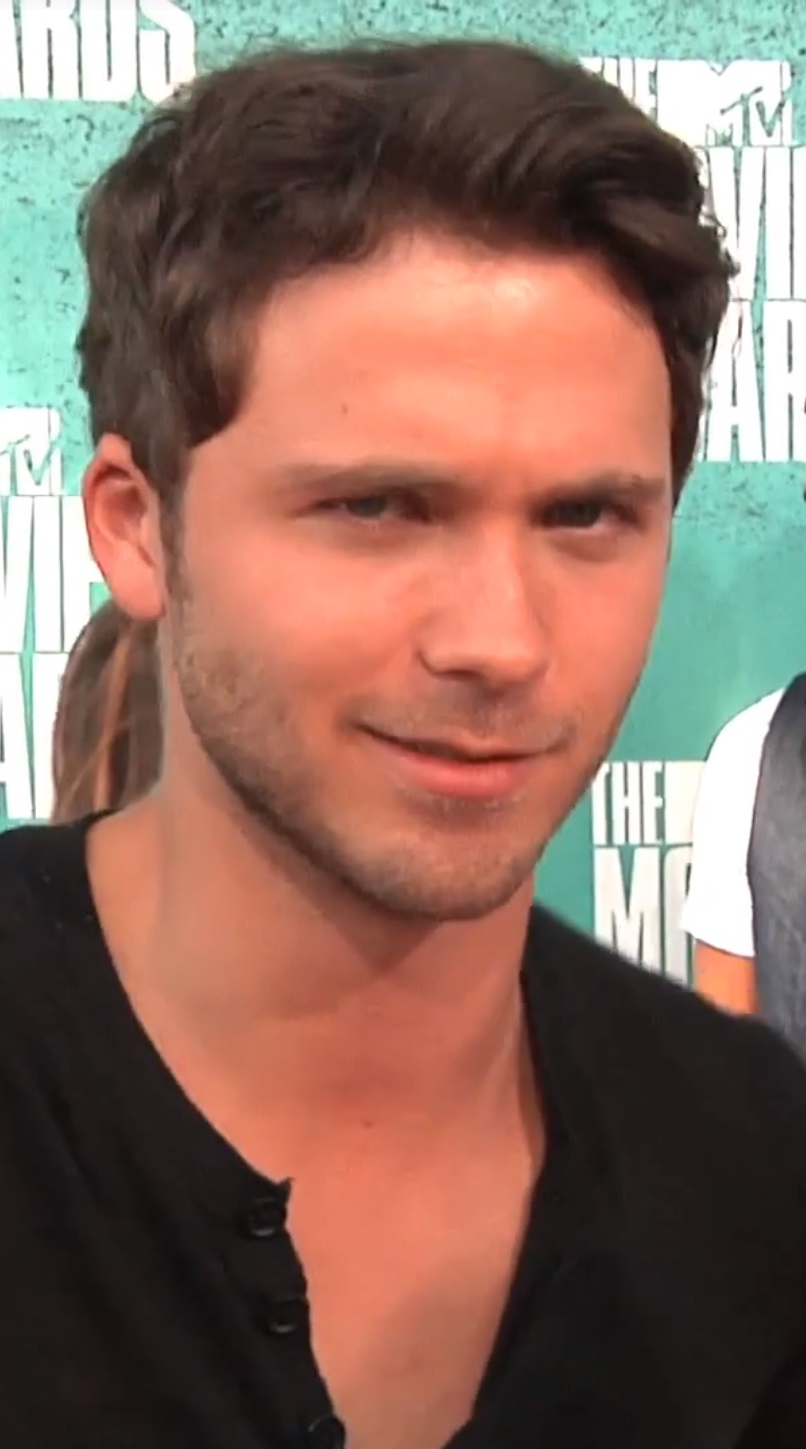
Stephen Lunsford interpreta Matt Daehler
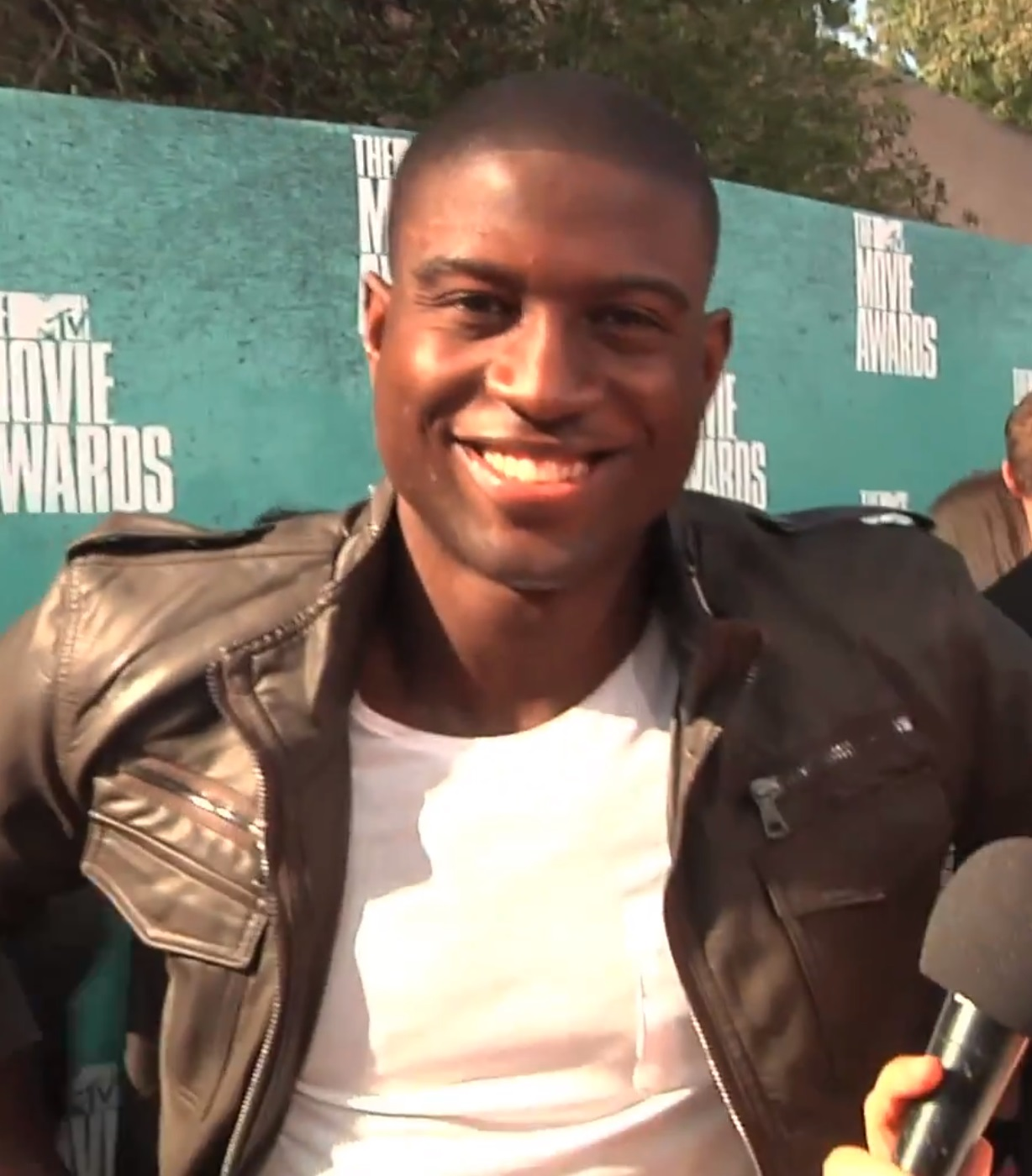
Sinqua Walls interpreta Vernon Boyd
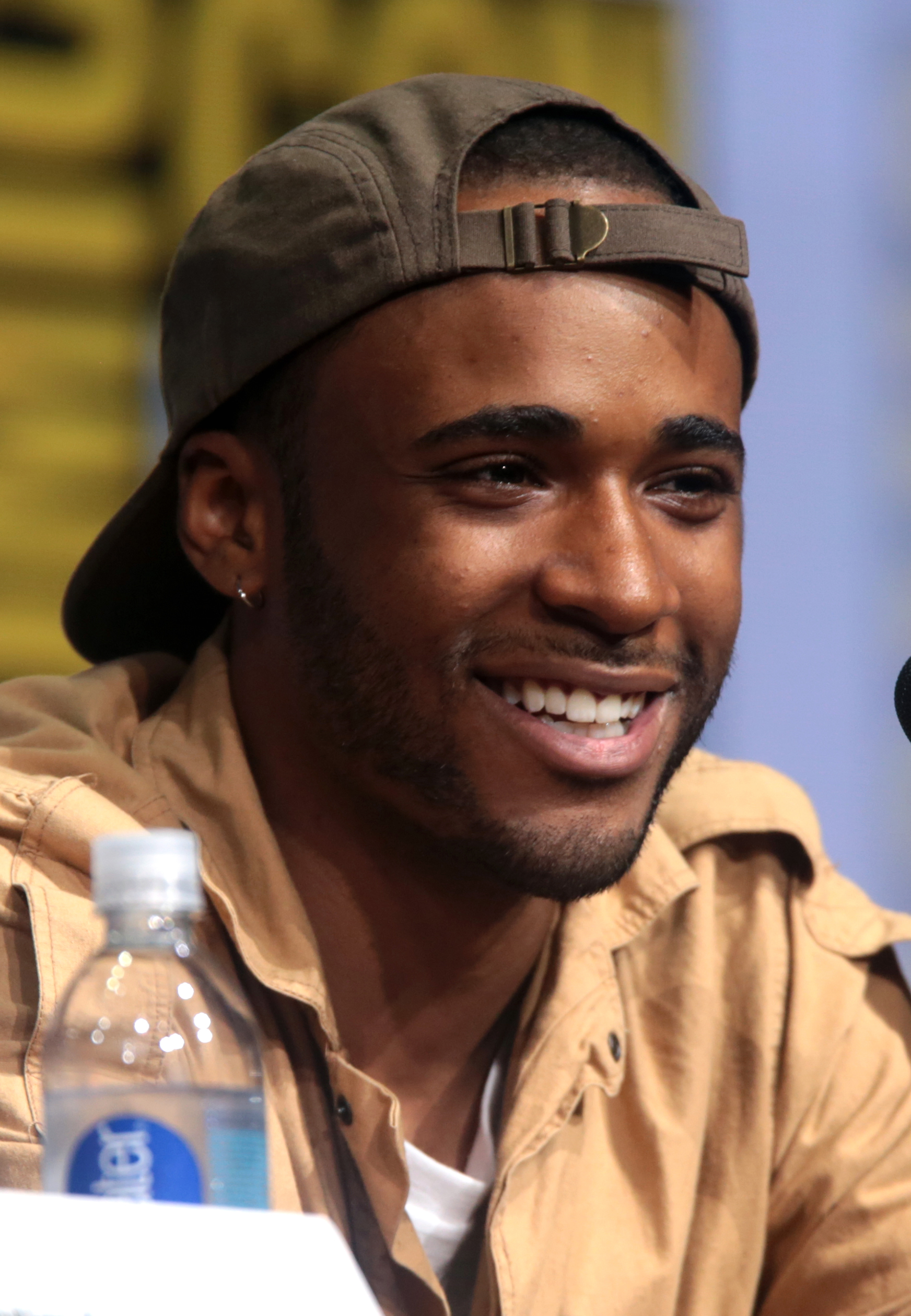
Khylin Rhambo interpreta Mason Hewitt
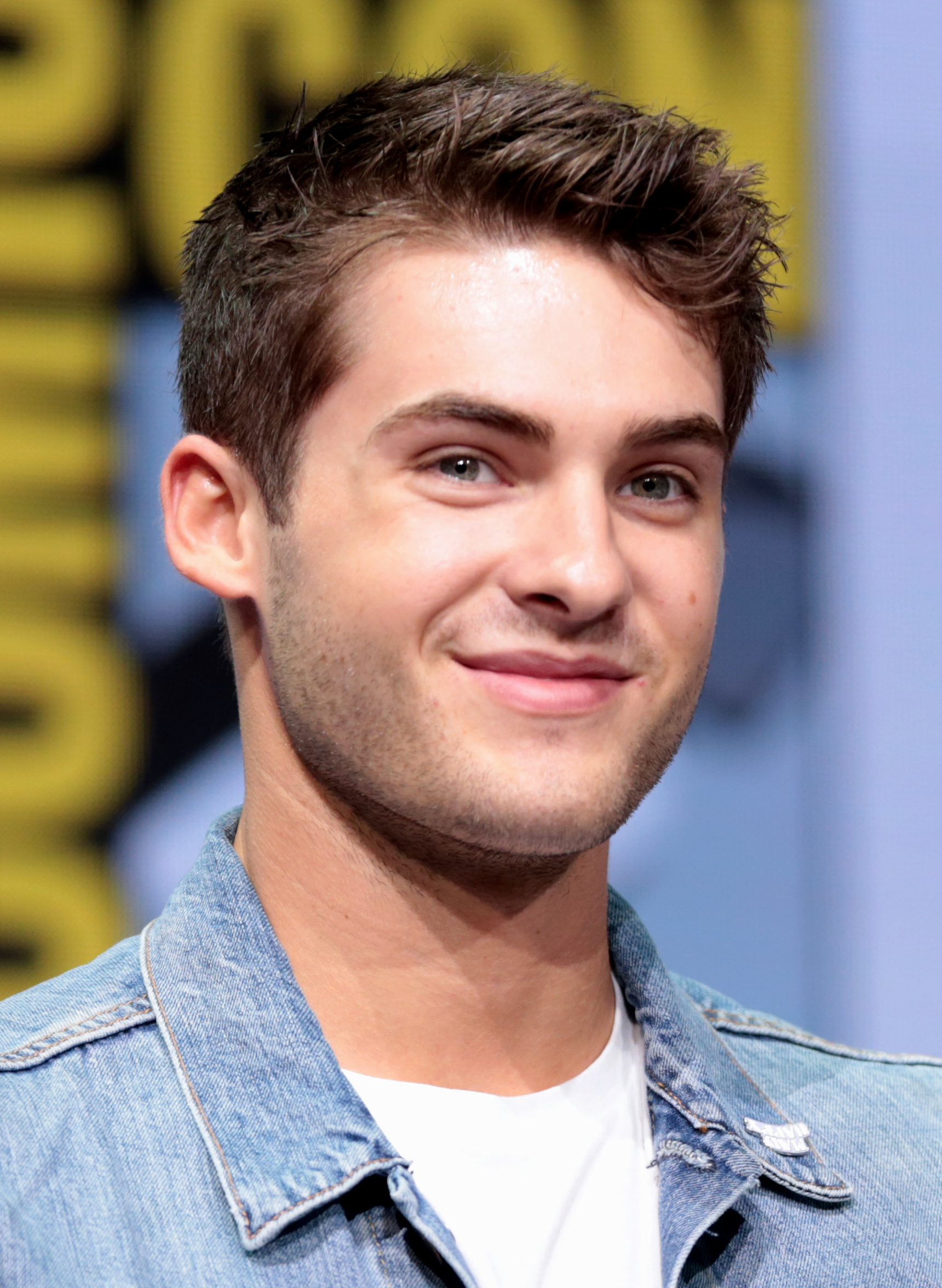
Cody Christian interpreta Theo Raeken
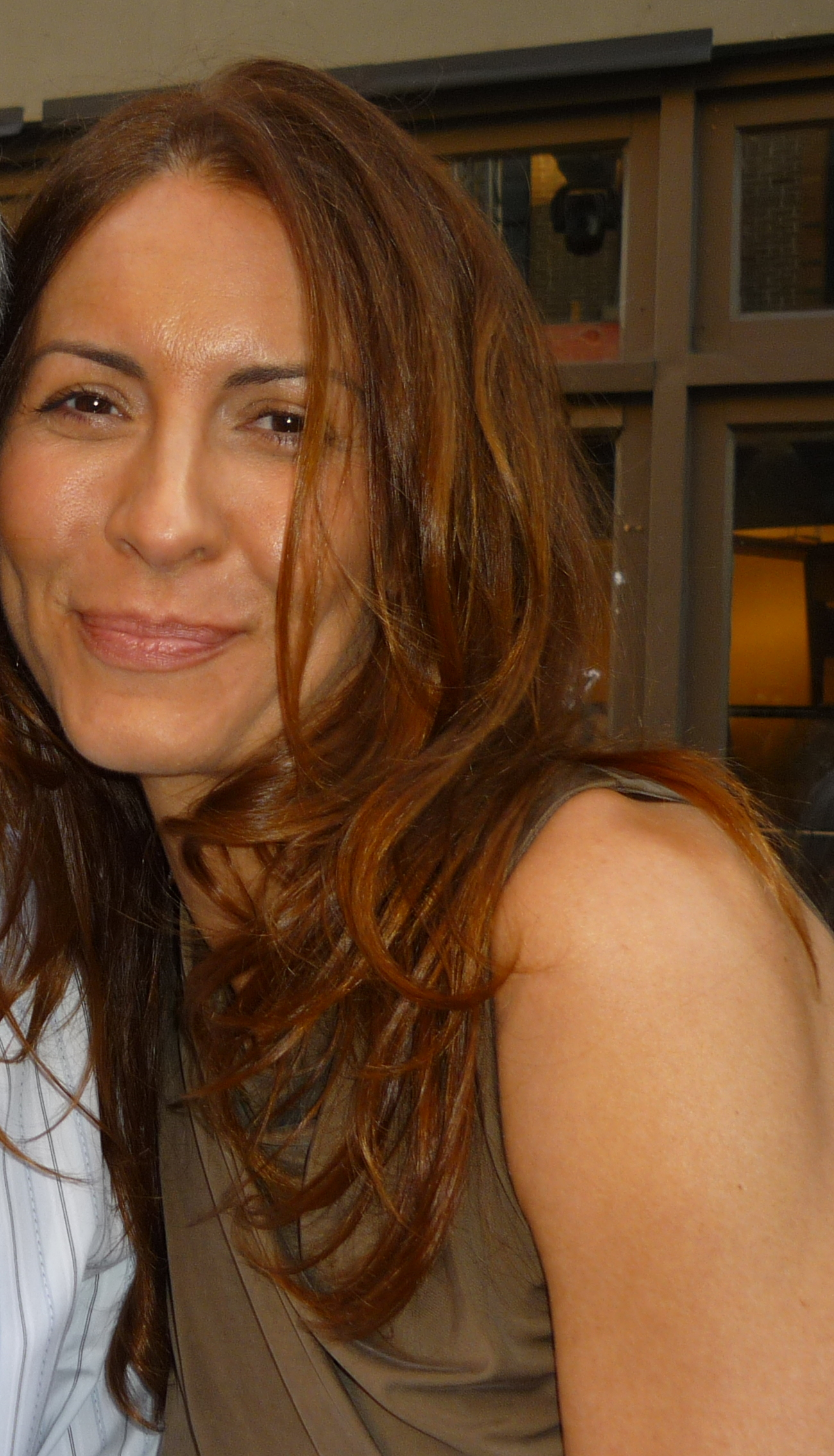
Michelle Clunie interpreta Finch
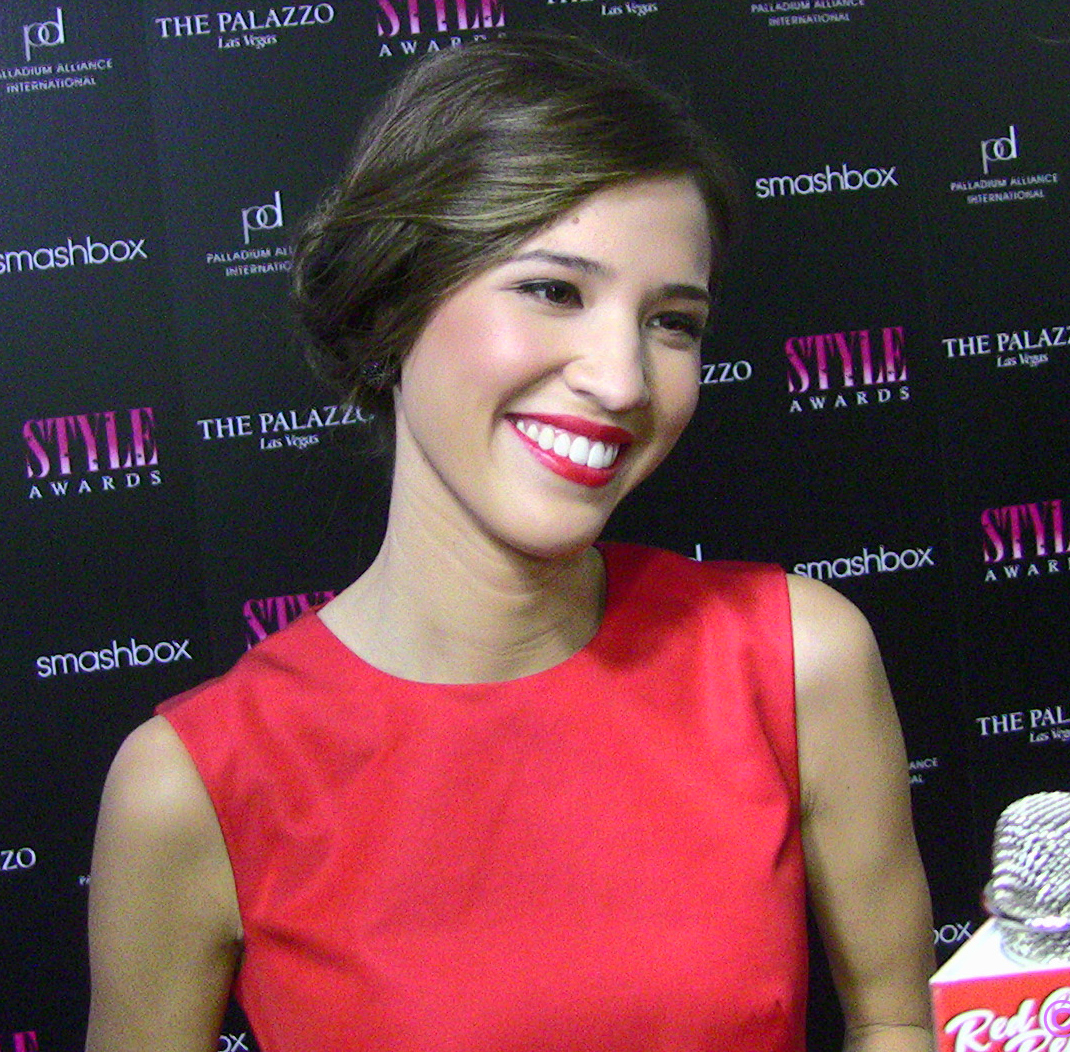
Kelsey Chow interpreta Tracy Stewart
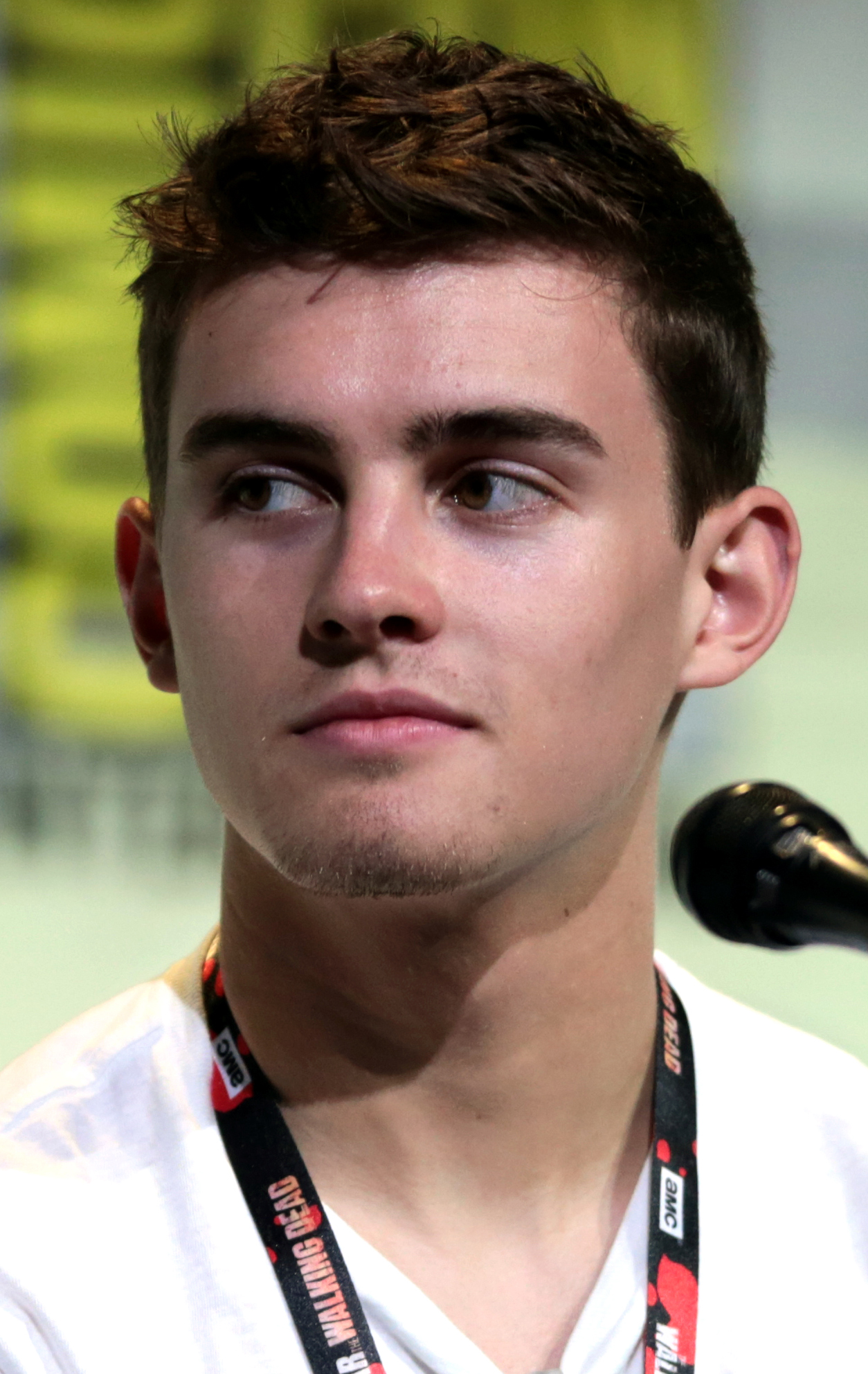
Michael Johnston interpreta Corey Bryant
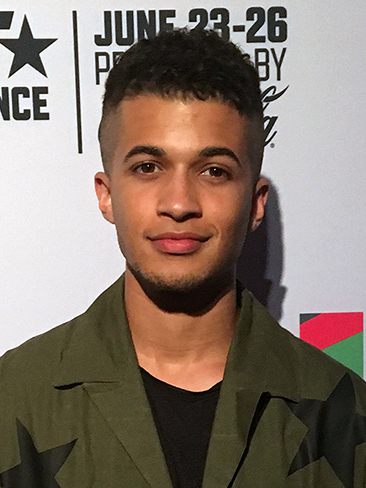
Jordan Fisher interpreta Noah Patrick
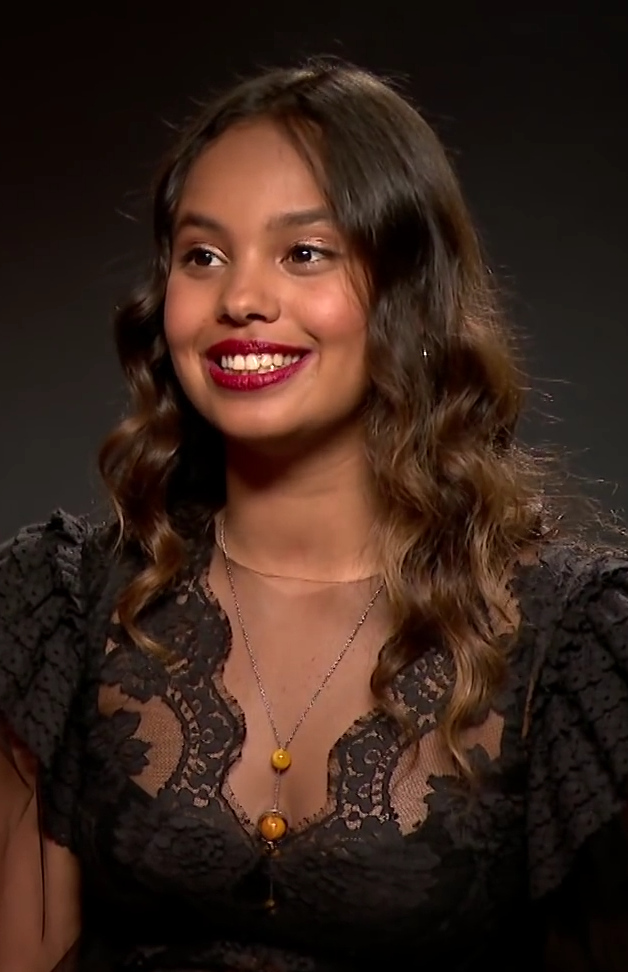
Alisha Boe interpreta Gwen

### Beacon Hills Memorial Hospital
- Conrad Fenris (stagioni 1, 4-6), interpretato da John Posey.
È un dottore.
- Vandenburg (stagioni 3-4), interpretato da Brandon Boyce, doppiato da Stefano Starna.
È un dottore che lavora al Beacon Hills Memorial Hospital.

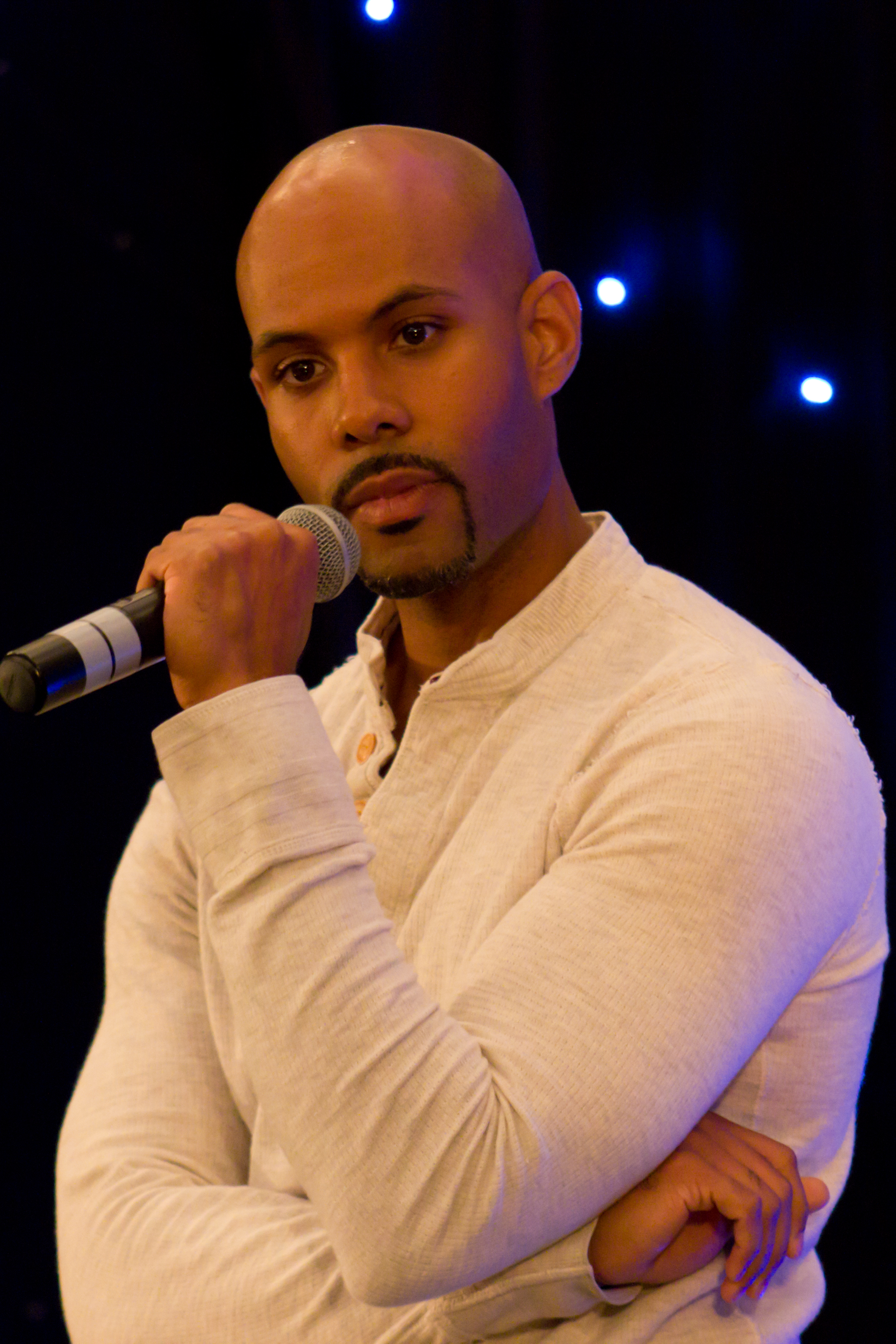
Geyer Dunbar (stagioni 4-5), interpretato da Todd Williams.
È il padre adottivo di Liam e un dottore.  - Todd Williams interpreta Geyer Dunbar

### Beacon Hills Sheriff Department
- Tara Graeme (stagione 3), interpretata da Mieko Hillman.
È un agente del dipartimento dello sceriffo di Beacon Hills. Viene uccisa dal Darach.

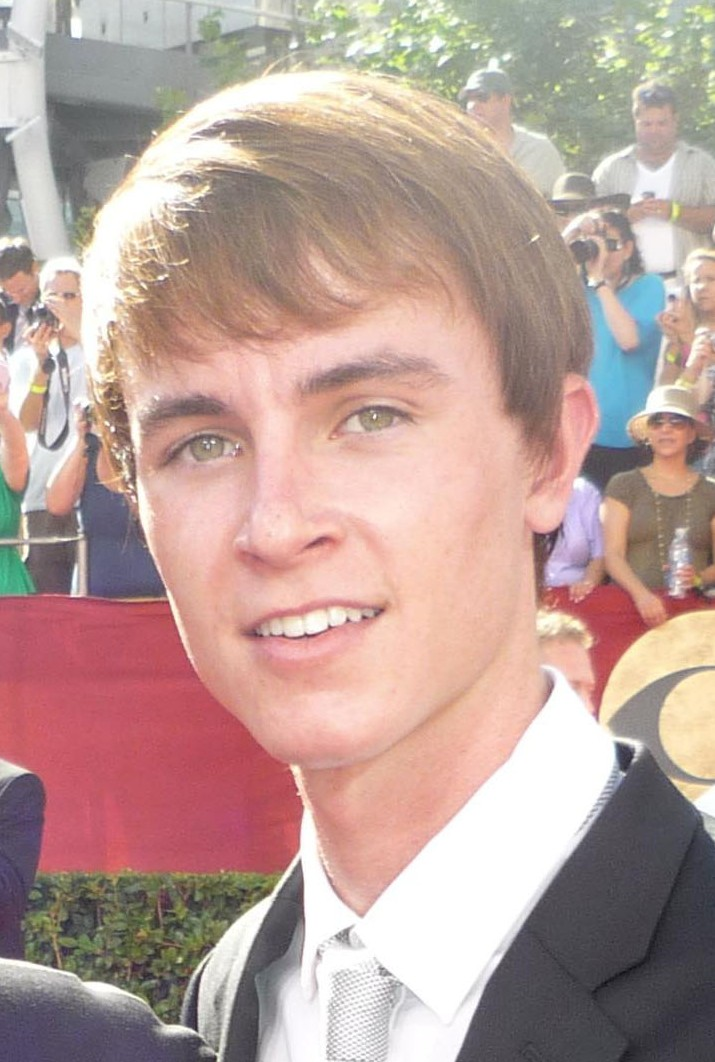
Jordan Parrish (stagioni 3-6), interpretato da Ryan Kelley, doppiato da Gabriele Lopez. È il giovane vice-sceriffo di Beacon Hills. Durante la quarta stagione si scopre che anche lui è una creatura sovrannaturale. Nella quinta stagione si scopre essere un Segugio infernale che ha il compito di sconfiggere la Bestia. Stringe un forte legame con Lidya.
- Valerie Clarke (stagioni 5-6), interpretata da Benita Robledo.
È la sorella maggiore di Hayden. Lavora con lo sceriffo e nella seconda parte della sesta stagione si trasferisce con la sorella in un'altra città.
- Strauss (stagioni 5-6), interpretato da Aaron Thornton.
È un agente del dipartimento dello sceriffo di Beacon Hills.  - Ryan Kelley interpreta Jordan Parrish

### Druidi
- Alan Deaton (stagioni 1-6), interpretato da Seth Gilliam, doppiato da Alessandro Quarta.
È un veterinario ed è il proprietario della clinica di animali in cui lavora Scott. Nel corso della serie si scopre che è un druido, ovvero un consigliere dei licantropi nonché esperto del sovrannaturale. Grazie alle sue conoscenze diventa un valido alleato di Scott e dei suoi amici.
- Marin Morrell (stagioni 2-3), interpretata da Bianca Lawson, doppiata da Sabine Cerullo.
È la psicologa della Beacon Hills High School ed è la sorella di Alan Deaton. Come il fratello, anche lei è un druido ed è la consigliera del branco di alfa guidato da Deucalion.
- Jennifer Blake, nata Julia Baccari (stagione 3,6), interpretata da Haley Webb, doppiata da Valeria Vidali.
 È la nuova professoressa di lettere, che ha una relazione con Derek e che poi si rivela essere il Darach, un serial killer sovrannaturale che sacrifica determinati gruppi di persone (vergini, guerrieri, guaritori, filosofi e guardiani), uccidendo numerosi abitanti di Beacon Hills, con l'intento di ridare potere al Nemeton (albero magico). Prima di diventare un Darach, era il druido del branco guidato da Kali, che una volta unitasi a Deucalion decise di ucciderla. Sfigurata e ridotta in fin di vita, Julia si riprese assorbendo linfa vitale dal Nemeton. Il suo scopo è quello di eliminare Deucalion e il suo branco, ma per farlo ha bisogno di assorbire i poteri dal Nemeton. Dopo un forte scontro con Deucalion, Derek e Scott, si ritrova gravemente ferita e si reca al Nemeton con l'intento di salvarsi, ma viene fermata ed uccisa da Peter Hale. L'Anuk-Ite prenderà il suo aspetto per imbrogliare Derek.

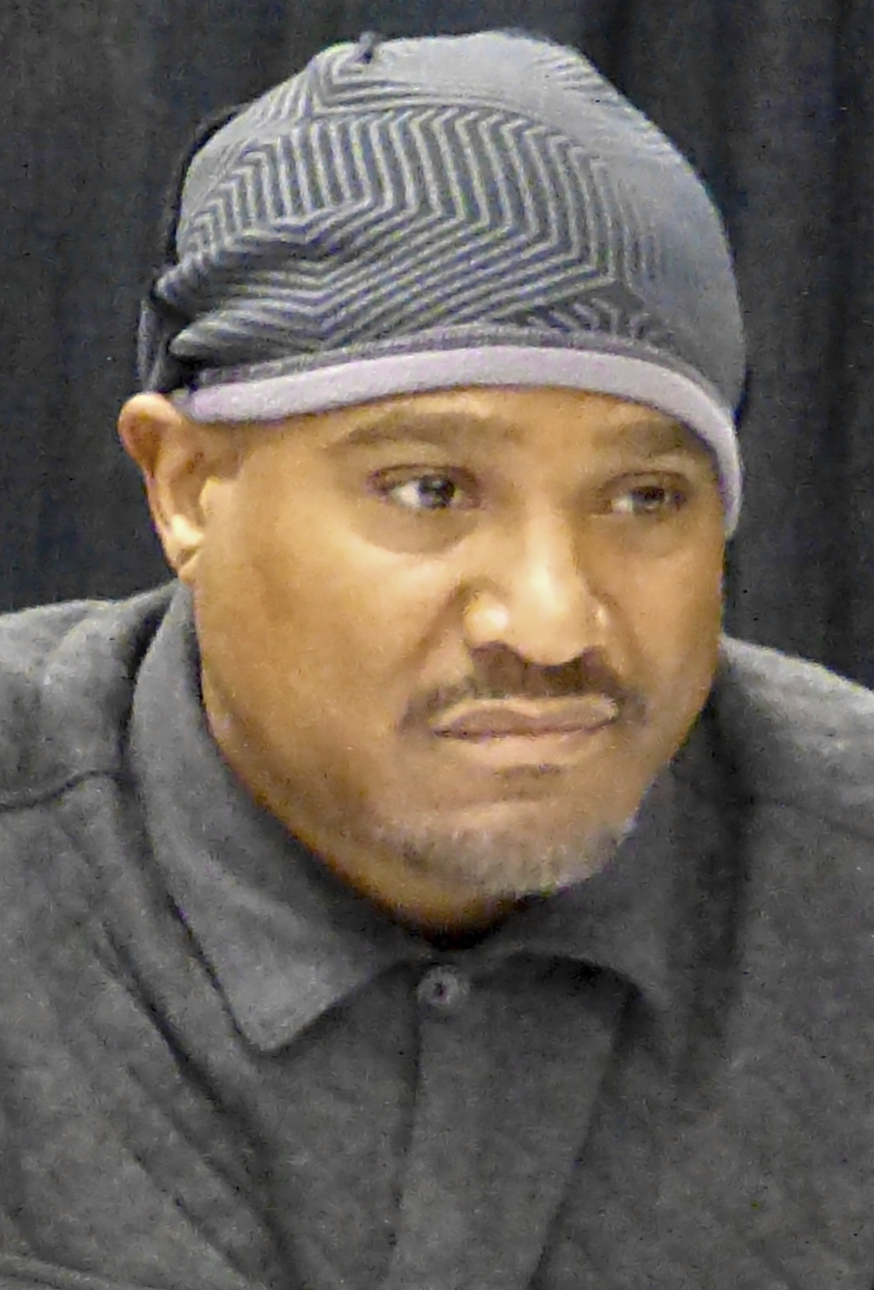
Seth Gilliam interpreta Alan Deaton
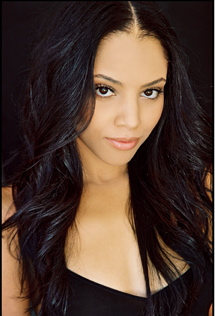
Bianca Lawson interpreta Marin Morrell
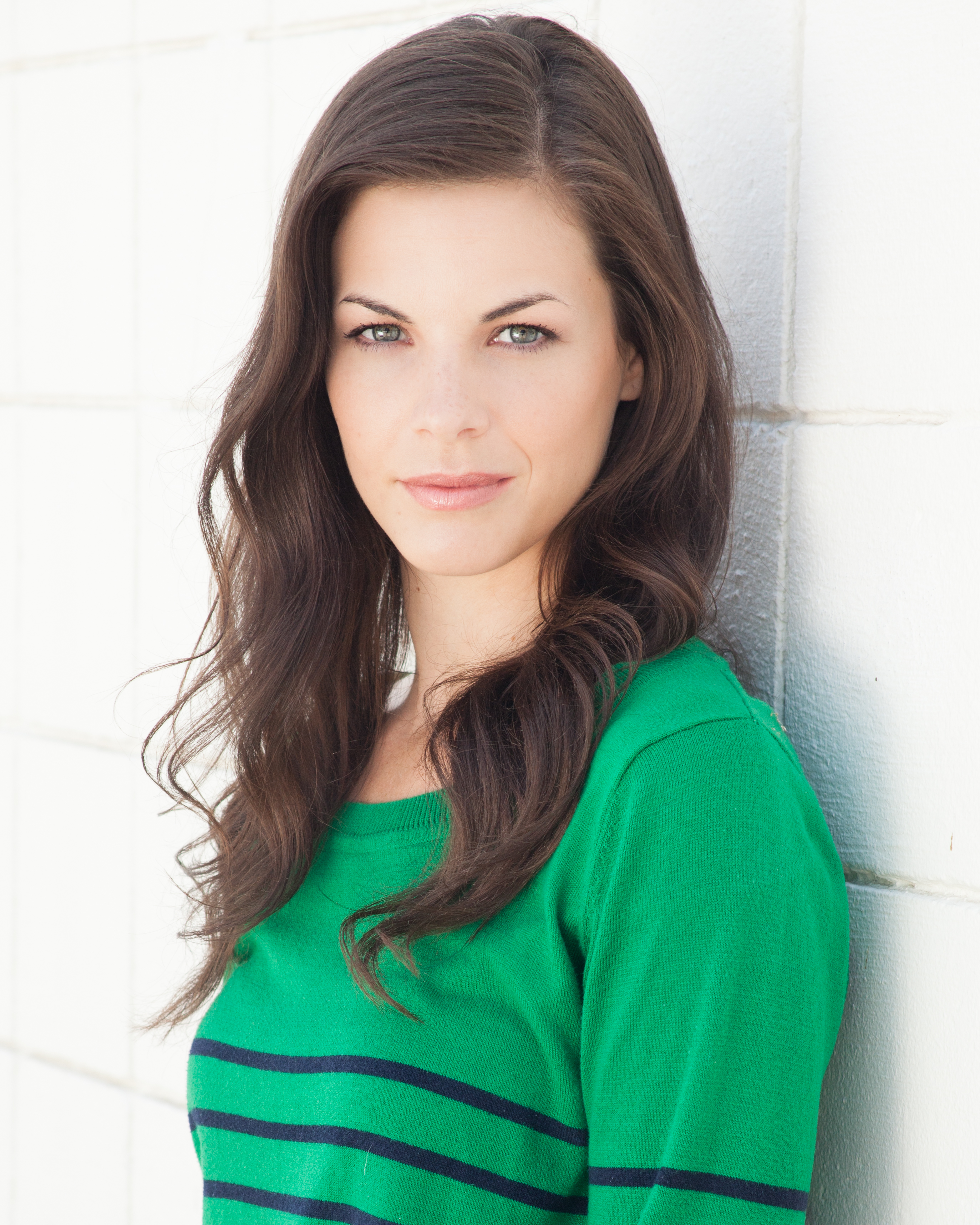
Haley Webb interpreta Jennifer Blake

### Branco di Deucalion
- Deucalion (stagioni 3, 5-6), interpretato da Gideon Emery, doppiato da Andrea Lavagnino.
È il leader del branco degli alfa. È un licantropo particolare, in quanto pur essendo cieco riesce ad essere un temibile avversario, grazie ad un misterioso potere. Arriva a Beacon Hills con l'intento di obbligare Scott ad unirsi al suo branco, in quanto sa che il ragazzo è un vero alfa ed ha paura del suo potere. Nella quinta stagione aiuta Scott, facendo il doppio gioco quando Theo lo fa portare nel laboratorio dei Dread Doctors. Tornerà nella seconda parte della sesta stagione dove aiuterà Scott e Malia a combattere senza usare la vista. Morirà per mano di alcuni cacciatori di fronte a Scott.
- Ethan (stagioni 3, 6), interpretato da Charlie Carver, doppiato da Gianluca Crisafi.
È un membro del branco degli alfa, che insieme al fratello gemello Aiden inizia a frequentare il liceo di Beacon Hills. Lui e il fratello, quando si trasformano si fondono dando vita ad un unico ed enorme lupo mannaro. Ethan è gay e ha una relazione con Danny Mahealani. Dopo lo scioglimento del branco di alfa, lui e il fratello chiedono a Scott di poter entrare nel suo branco e decidono di aiutare lui ed il suo gruppo di amici nella battaglia contro il Nogitsune. Dopo la morte del fratello, Ethan decide di lasciare Beacon Hills. Tornerà nella seconda parte della sesta stagione dove avrà una relazione con Jackson.
- Aiden (stagione 3, 5x01), interpretato da Max Carver, doppiato da Mirko Mazzanti.
È un membro del branco degli alfa, che insieme al fratello gemello Ethan inizia a frequentare il liceo di Beacon Hills. Lui e il fratello, quando si trasformano si fondono dando vita ad un unico ed enorme lupo mannaro. Ha una relazione con Lydia. Dopo lo scioglimento del branco di alfa, cerca di entrare nel branco di Scott. Aiden muore alla fine della terza stagione, quando viene ucciso in battaglia da un Oni comandato dal Nogitsune.
- Kali (stagione 3), interpretato da Felisha Terrell, doppiata da Emanuela Damasio.
È l'unico membro femminile del branco degli alfa. Sembra essere la meno umana del branco, infatti non porta scarpe e gli artigli di mani e piedi sono sempre sfoderati, come se fosse perennemente in procinto di trasformarsi. Tenta più volte di uccidere Derek ed è la colpevole dell'uccisione di Erica e della morte di Boyd. È colei che in passato ha ridotto in fin di vita Jennifer Blake, provocando la sua trasformazione in Darach. Kali viene uccisa da Jennifer.
- Ennis (stagione 3), interpretato da Brian Patrick Wade, doppiato da Nicola Braile.
È un membro del branco degli alfa, che ridotto in fin di vita in seguito ad uno scontro con Derek, viene ucciso da Deucalion.

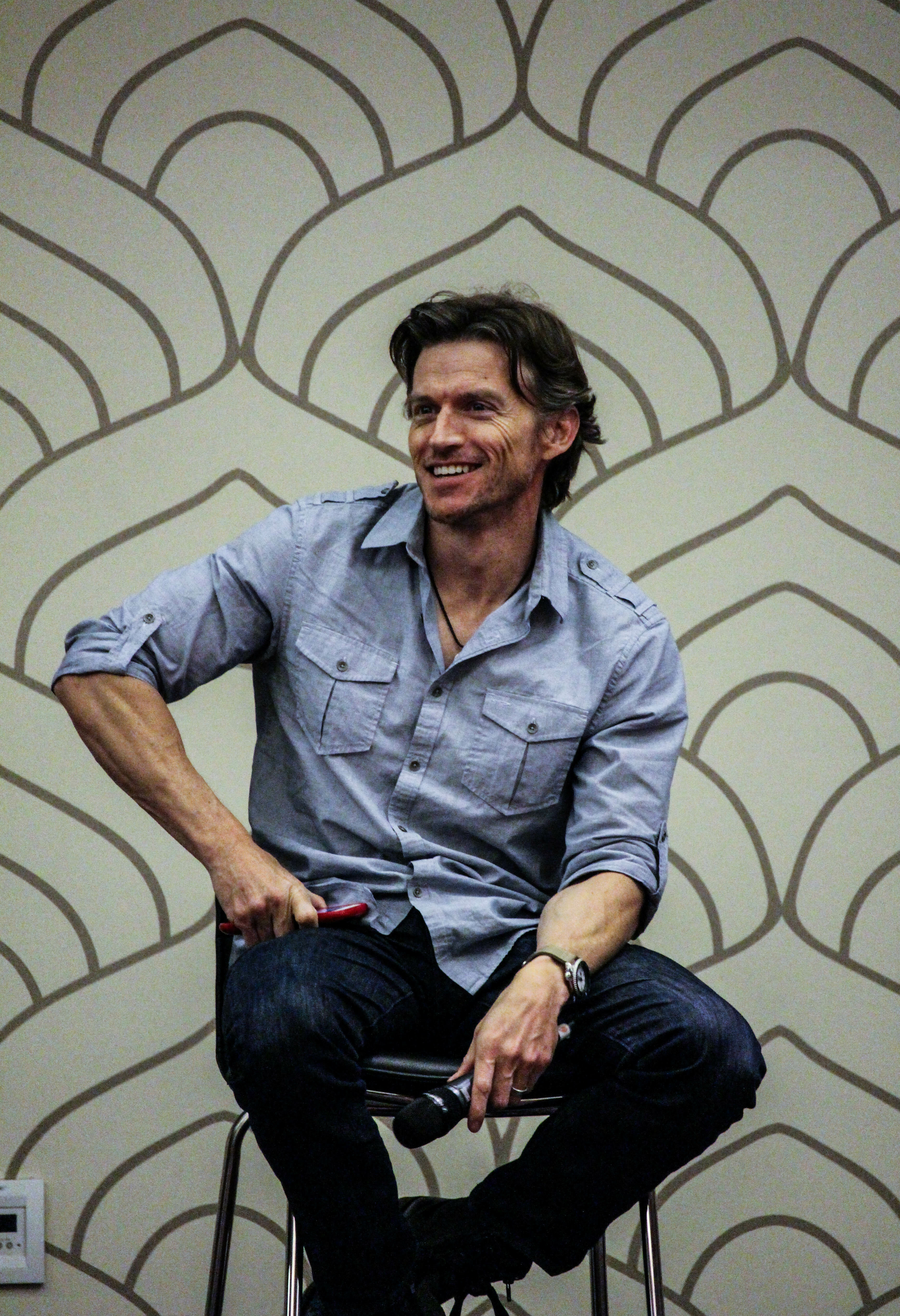
Gideon Emery interpreta Deucalion
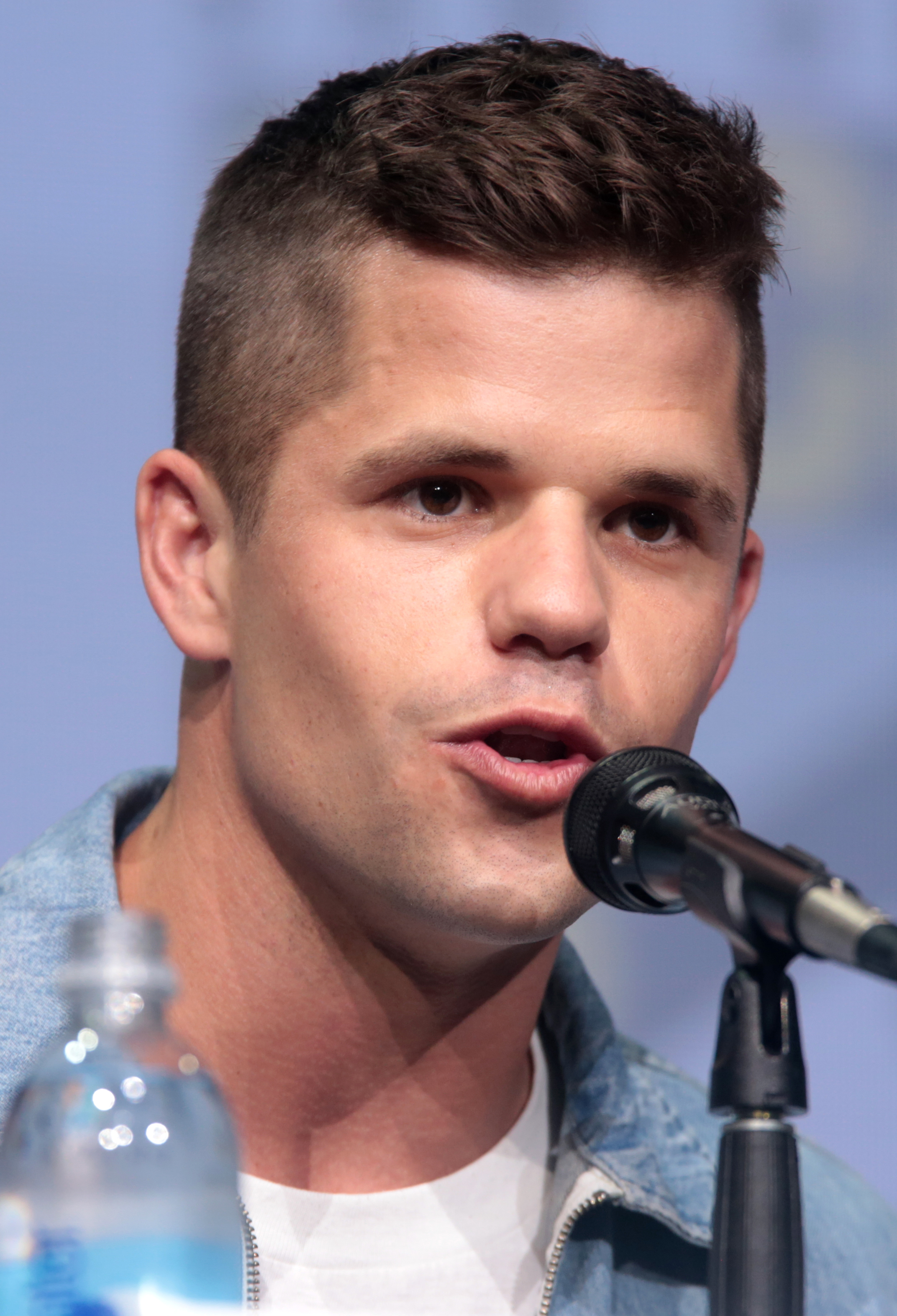
Charlie Carver interpreta Ethan
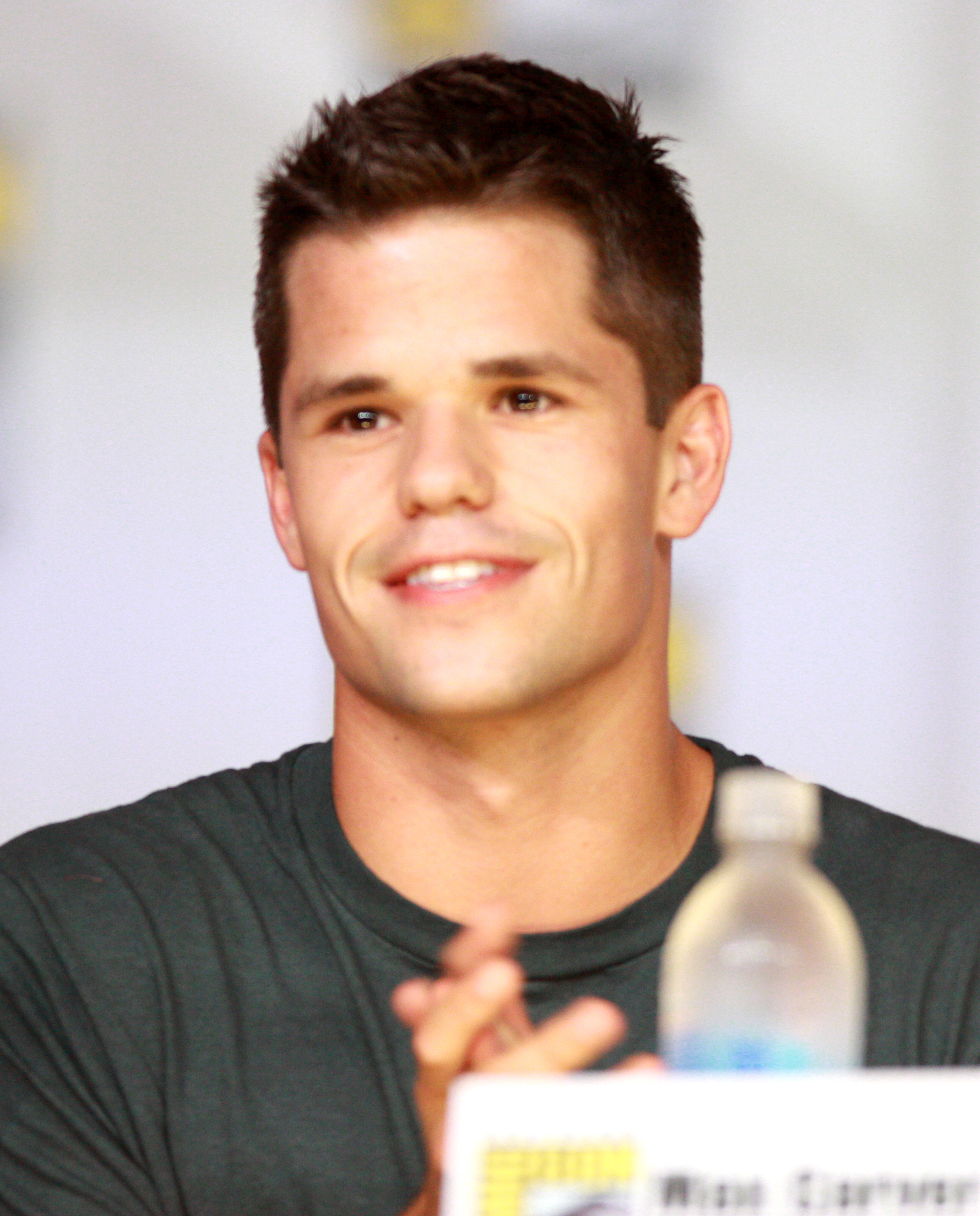
Max Carver interpreta Aiden

### Famiglia di Malia
- Henry Tate (stagioni 3, 5), interpretato da Todd Stashwick, doppiato da Fabrizio Russotto.
È il padre adottivo di Malia.
- La Lupa del Deserto/Corinne (stagione 5), interpretata da Marisol Nichols, doppiata da Laura Romano.
È la madre biologica di Malia avuta con Peter Hale. Cerca di uccidere la figlia nella quinta stagione per riprendersi i poteri che ha trasferito a Malia quando ha partorito.

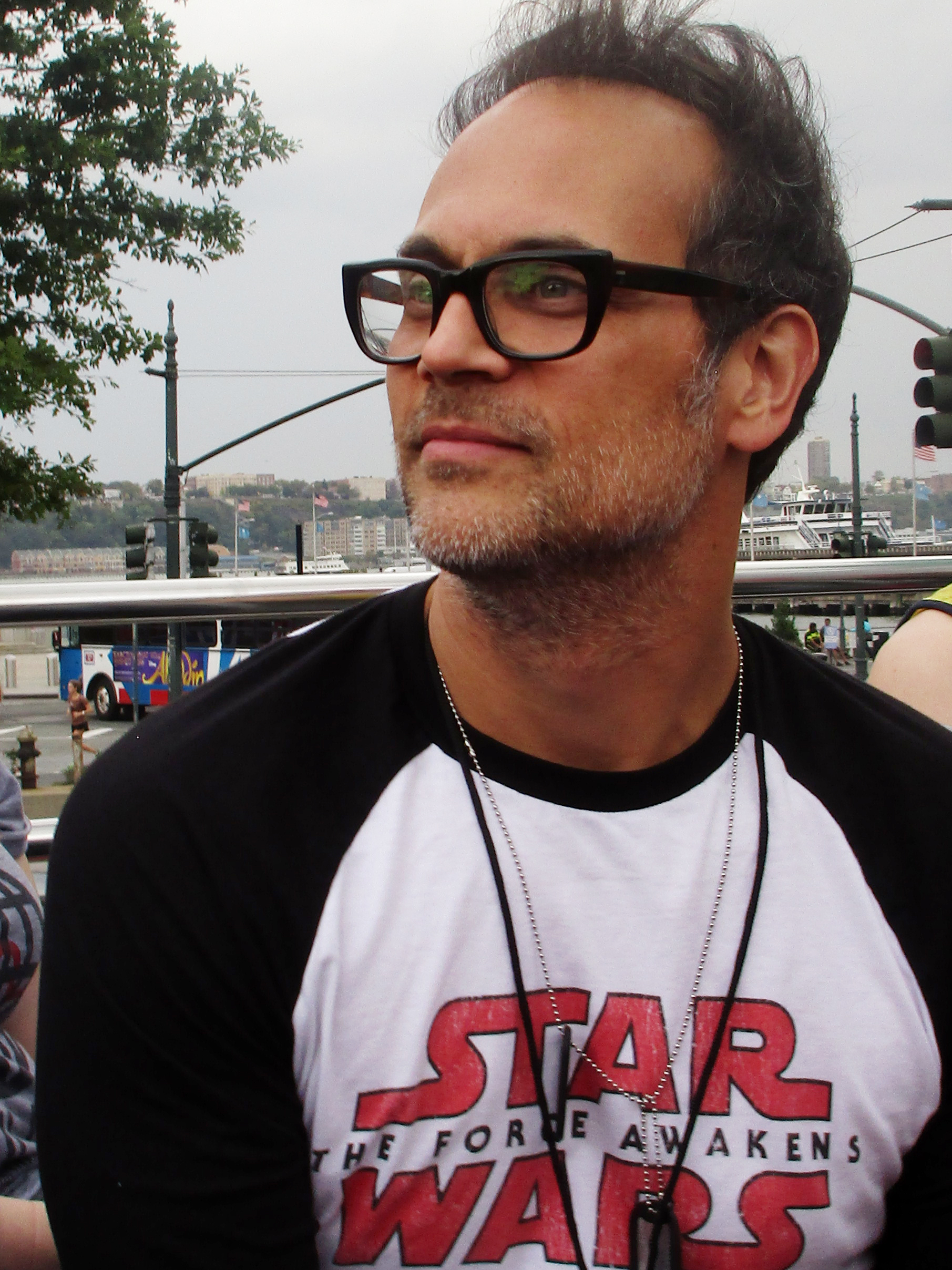
Todd Stashwick interpreta Henry Tate
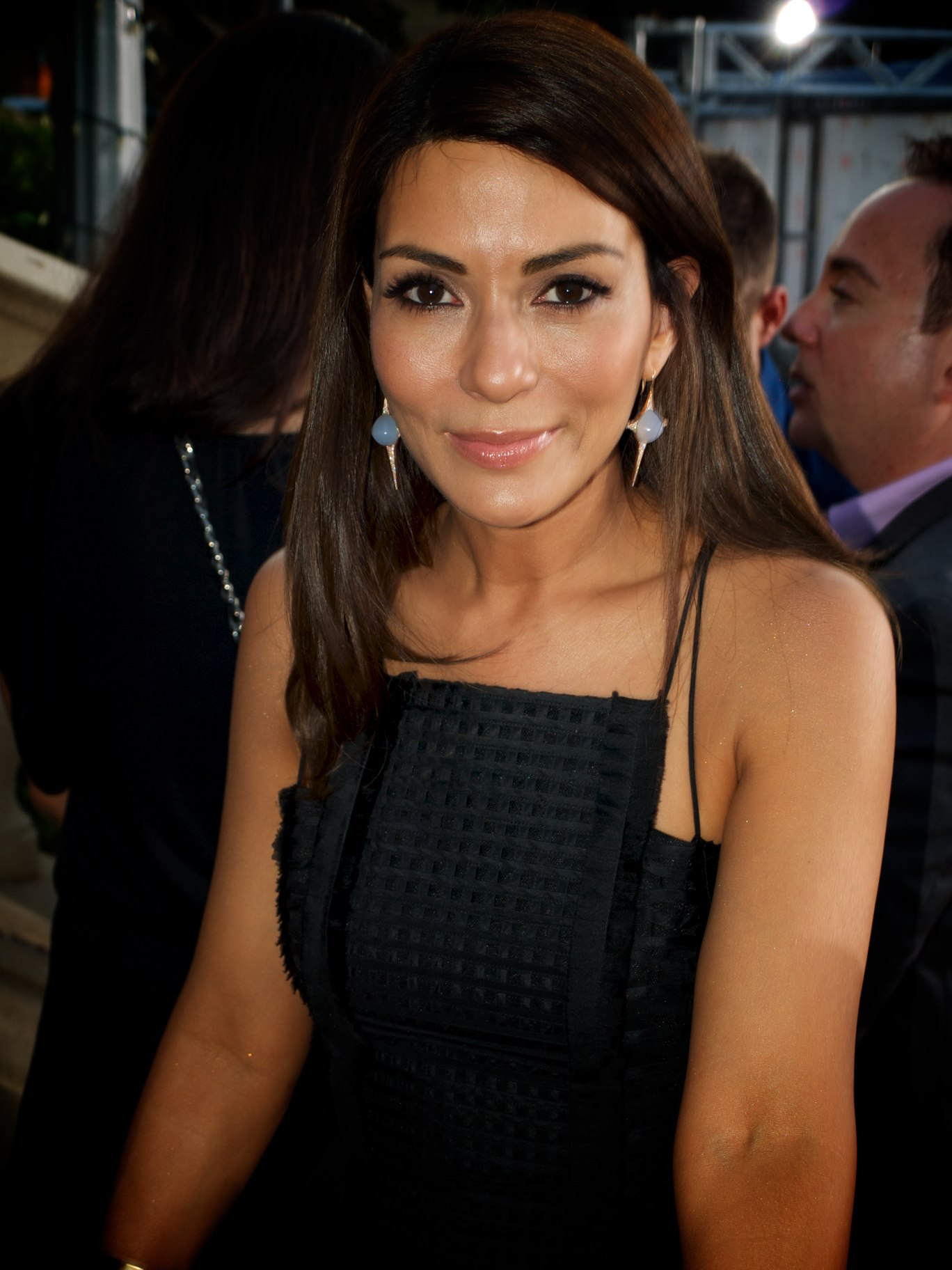
Marisol Nichols interpreta la Lupa del Deserto

### Famiglia Yukimura
- Ken Yukimura (stagioni 3-5), interpretato da Tom T. Choi, doppiato da Fabrizio Picconi.
È il padre di Kira, nonché insegnante di storia alla Beacon Hills High School. È l'unico umano della sua famiglia, in quanto Kira e sua madre Noshiko sono due Kitsune.

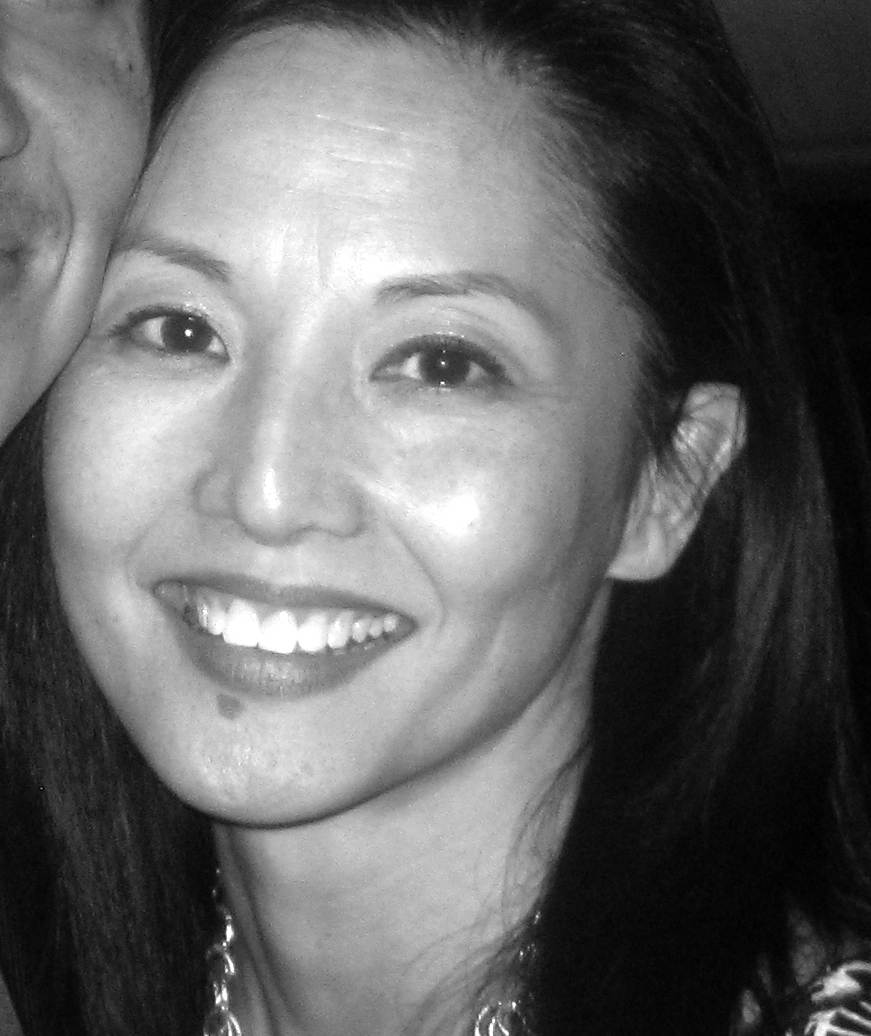
Noshiko Yukimura (stagioni 3-5, 6x06), interpretata da Tamlyn Tomita e da Arden Cho (da giovane), doppiata da Alessandra Cassioli e da Eleonora Reti (da giovane).
È la madre di Kira ed è una Kitsune. Nel 1943, ha dato vita al Nogitsune (spirito maligno in grado di seminare lotta, caos e morte) con l'intento di vendicare la morte del suo fidanzato e della sua gente. Dopo averlo intrappolato, lo spirito riesce a liberarsi e si impossessa di Stiles, seminando panico e morte a Beacon Hills. Dopo aver tentato di eliminarlo con l'aiuto degli Oni (demoni di origine giapponese da lei evocati), Noshiko collabora con Kira, Scott e gli altri con l'intento di eliminare il Nogitsune evitando però di uccidere Stiles.  - Tamlyn Tomita interpreta Noshiko Yukimura

### I Calavera

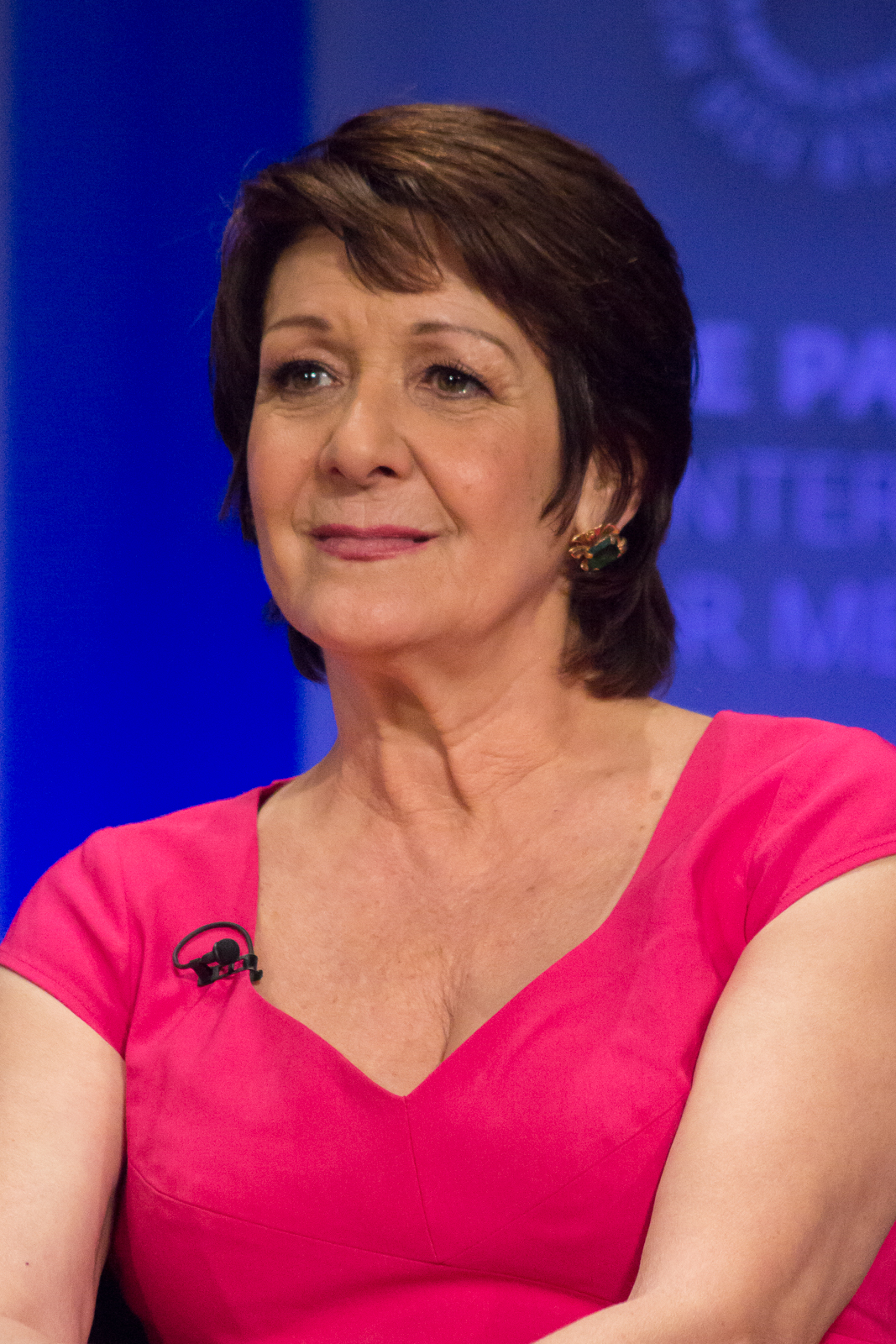
Araya Calavera (stagioni 3-4), interpretata da Ivonne Coll, doppiata da Graziella Polesinanti. È la matriarca dei Calavera, una famiglia di cacciatori di licantropo residenti in Messico. Ha l'obiettivo di trovare ed uccidere Kate Argent.
- Severo Calavera (stagioni 3-4), interpretato da Ivo Nandi, doppiato da Gianluca Machelli.
È il fratello di Araya.  - Ivonne Coll interpreta Araya Calavera

### Eichen House
- Meredith Walker (stagioni 3-5), interpretata da Maya Eshet, doppiata da Selvaggia Quattrini.
È una ragazza rinchiusa nel centro per malattie mentali di Eichen House. Considerata pazza, in realtà Meredith è una Banshee con un buon controllo dei propri poteri. Dopo aver aiutato il gruppo in varie situazioni, si uccide nella sua cella, generando il dispiacere di Lydia per aver perso una sua simile con cui confrontarsi. Nel nono episodio della quarta stagione si scopre che non è realmente morta ed è stata lei a stilare la lista del torto morte, spinta dalla convinzione che tutte le creature sovrannaturali siano mostri, compresa lei stessa. In realtà durante un ricovero all'ospedale, nello stesso momento in cui vi era Peter Hale appena entrato in coma dopo l'incendio, grazie ai suoi poteri di Banshee percepisce i pensieri di vendetta di Peter e ne viene influenzata a tal punto da stilare la lista di morte e diffonderla per realizzare ciò che ha pensato Peter.
- Brunski (stagioni 3-4), interpretato da Aaron Hendry, doppiato da Alberto Bognanni.
È il capo degli inservienti della clinica che ha fatto suicidare la nonna di Lydia ed altri pazienti. Viene ucciso da Parrish per salvare Lydia e Stiles.
- Gabriel Valack (stagioni 4-5), interpretato da Steven Brand.
È un dottore con un terzo occhio sulla fronte rinchiuso ad Eichen House. Viene ucciso da Lydia.
- Cross (stagione 5), interpretata da Mandy Levin.
È un'infermiera della clinica ostile nei confronti di Lydia. Viene uccisa dal dottor Valack.
- Schrader (stagione 5), interpretato da Clayton Froning.
È un infermiere della clinica.
- Oliver (stagione 3) interpretato da Matt shively. 
È un paziente della clinica

### Branco di Satomi
- Satomi Ito (stagioni 3-4), interpretata da Lily Mariye, doppiata da Cristina Noci.
È una saggia donna giapponese ed è un licantropo alfa. Nel 1943, aiuta l'amica Noshiko ad eliminare il Nogitsune. Nel presente, arriva a Beacon Hills insieme al suo branco, che viene totalmente sterminato da uno dei collaboratori del Benefattore. Nella seconda parte della sesta stagione si viene a sapere che è stata uccisa dai cacciatori di Gerard Argent.
- Brett Talbot (stagioni 4-6), interpretato da Cody Saintgnue, doppiato da Daniele Raffaeli.
È un ex compagno di scuola di Liam Dunbar, capitano della squadra di lacrosse della sua scuola. È un licantropo appartenente al branco di Satomi Ito. Rischia di essere ucciso da Violet, ma viene salvato da Scott. Tornerà nella seconda parte della sesta stagione dove morirà.
- Lori Talbot (stagioni 4-6), interpretata da Lily Bleu Andrew.
È la sorella minore di Brett. Morirà nella seconda parte della sesta stagione insieme al fratello.

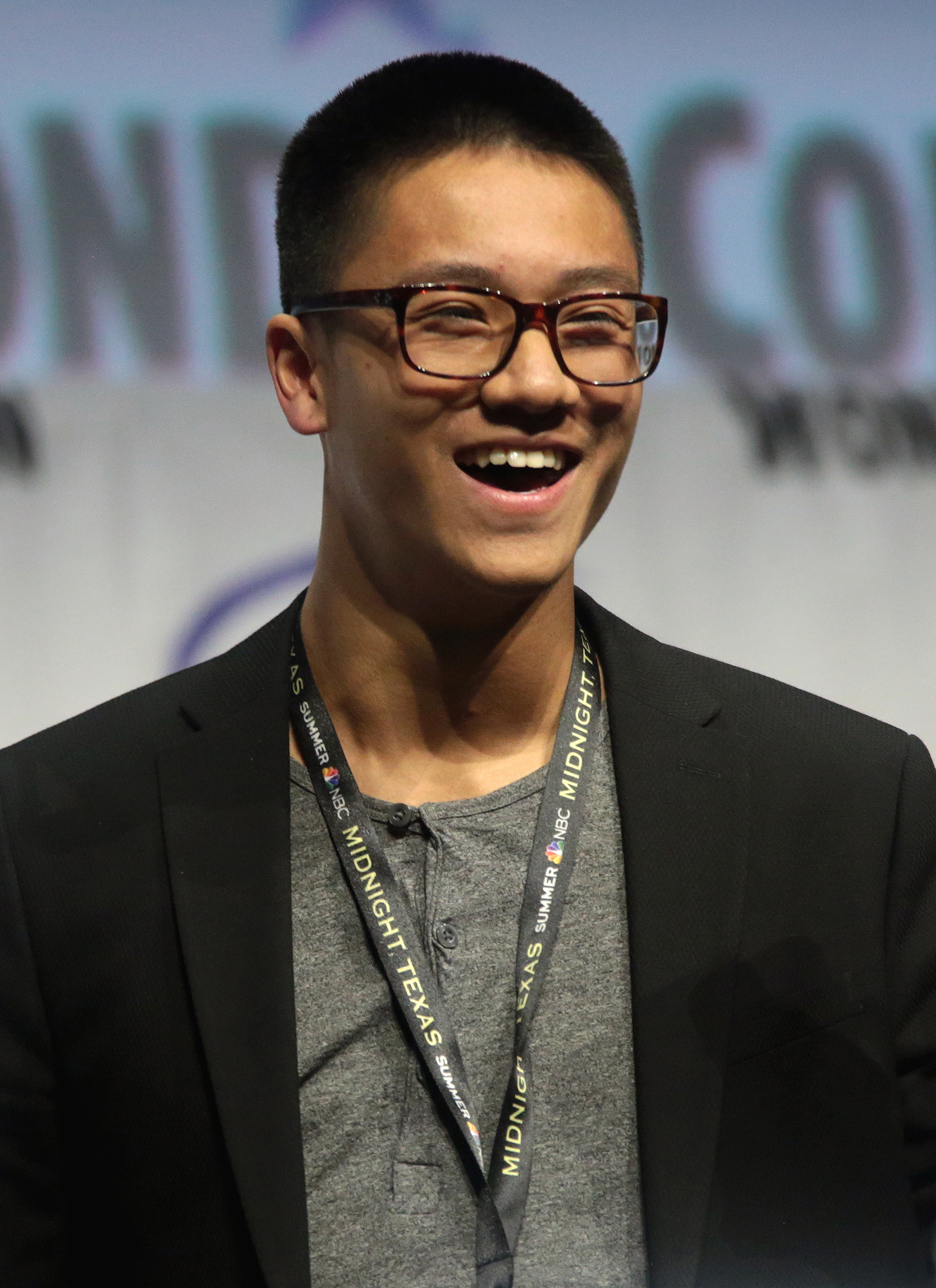
Jiang (stagione 6) interpretato da Brandon Soo Hoo. È un licantropo appartenente al branco di Satomi Ito. Lui e Tierney saranno imprigionati insieme a Theo da un cacciatore e una volta liberi saranno arrestati e tenuti al sicuro nella stazione di polizia. I due moriranno uccisi da un cacciatore.
- Tierney (stagione 6) interpretata da Ellery Sprayberry.
È un licantropo appartenente al branco di Satomi Ito. Lei e Jiang saranno tenuti prigionieri insieme a Theo da un cacciatore e una volta liberi saranno arrestati e tenuti al sicuro nella stazione di polizia. I due moriranno uccisi da un cacciatore.  - Brandon Soo Hoo interpreta Jiang

### Altri
- Mr. Lahey (stagione 2), interpretato da John Wesley Shipp, doppiato da Pasquale Anselmo.
È il cattivo padre di Isaac che per anni tutte le notti di luna piena lo rinchiudeva in un frigorifero nel seminterrato. Viene aggredito e ucciso dal Kanima su ordine di Matt.
- Braeden (stagioni 3-5), interpretata da Meagan Tandy, doppiata da Roberta De Roberto.
È una mercenaria che durante la terza stagione salva Isaac Lahey dal branco di alfa di Deucalion. Ricompare nella quarta stagione, quando viene assoldata prima dai Calavera e poi da Derek Hale per trovare e catturare Kate Argent. Trasferitasi a Beacon Hills, diventa l'interesse amoroso di Derek. Nella quinta stagione aiuta Malia a difendersi dalla madre che la vuole uccidere.
- Donovan Donati (stagione 5), interpretato da Ashton Moio.
È un criminale arrestato in precedenza dallo sceriffo Stilinski, figlio di un ex collega di quest'ultimo, rimasto paralizzato dalla vita in giù durante una sparatoria (è stato colpito alla spina dorsale). Diventato una chimera Wendigo, viene ucciso da Stiles non per sua volontà infatti viene trafitto da una trave che Stiles ha fatto cadere arrampicandosi nella biblioteca della scuola per scappare da lui.
- Zack (stagione 5), interpretato da Ben Stillwell

È un esperimento fallito dei Dread Doctors. Viene rinchiuso insieme a Liam e Hayden. Muore ucciso dai Dottori.

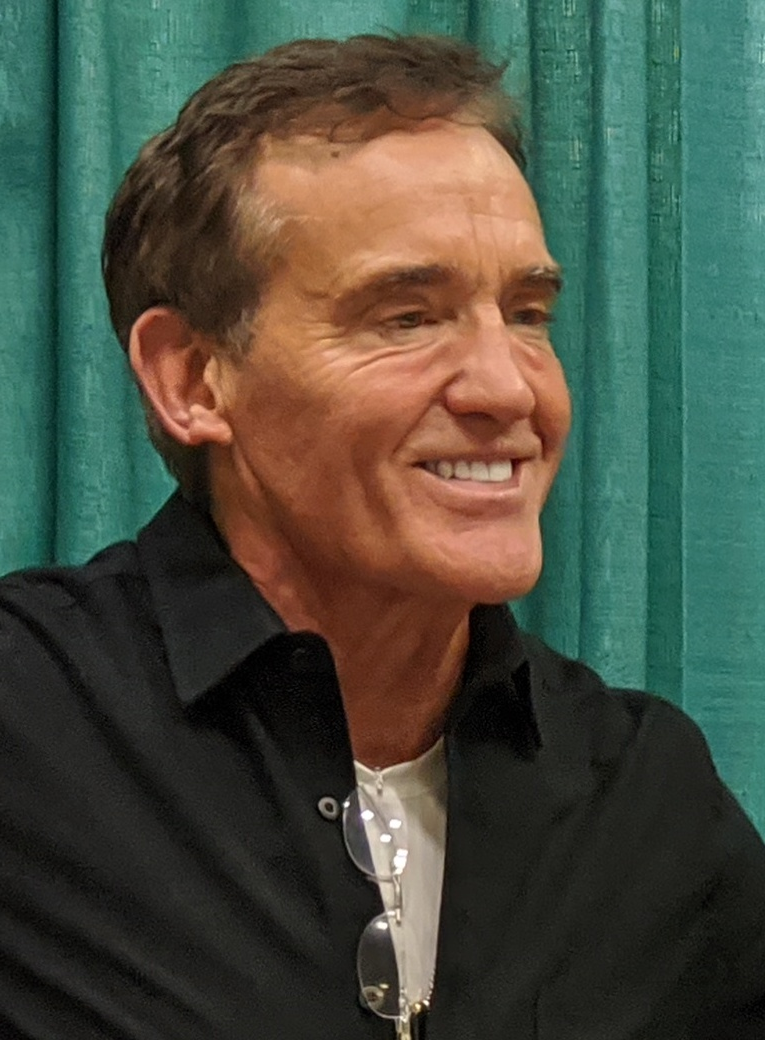
John Wesley Shipp interpreta Mr. Lahey
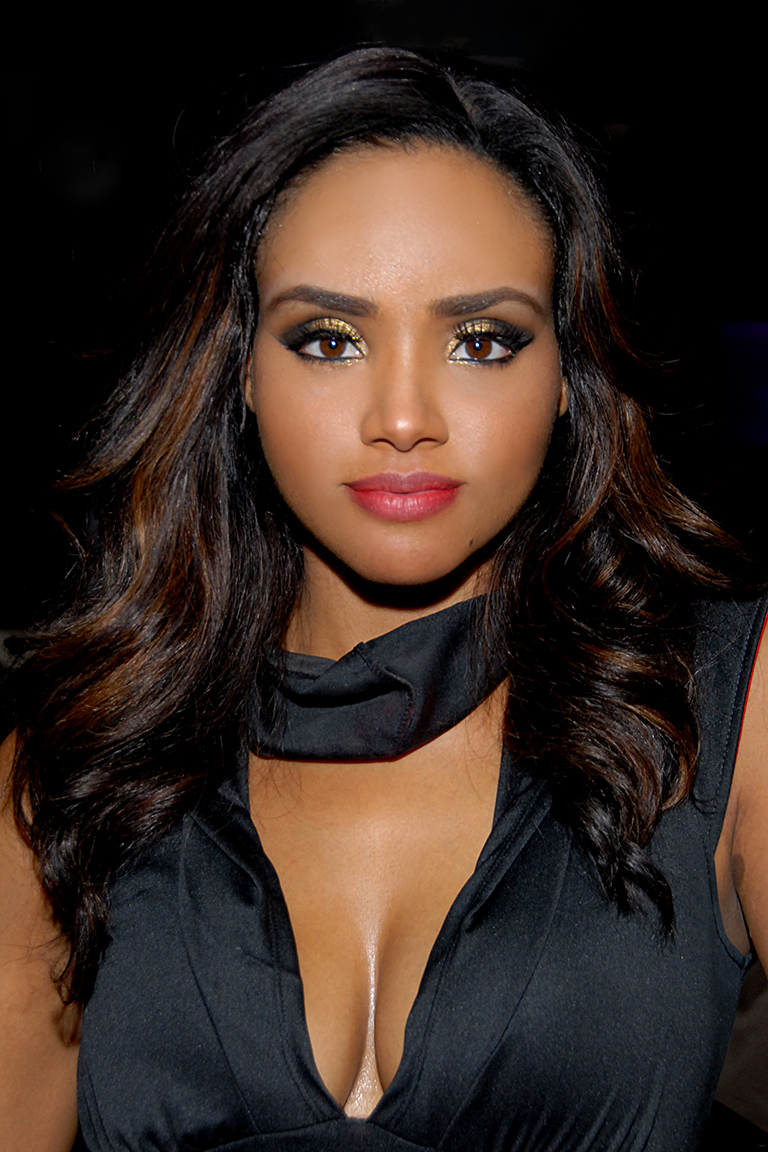
Meagan Tandy interpreta Braeden
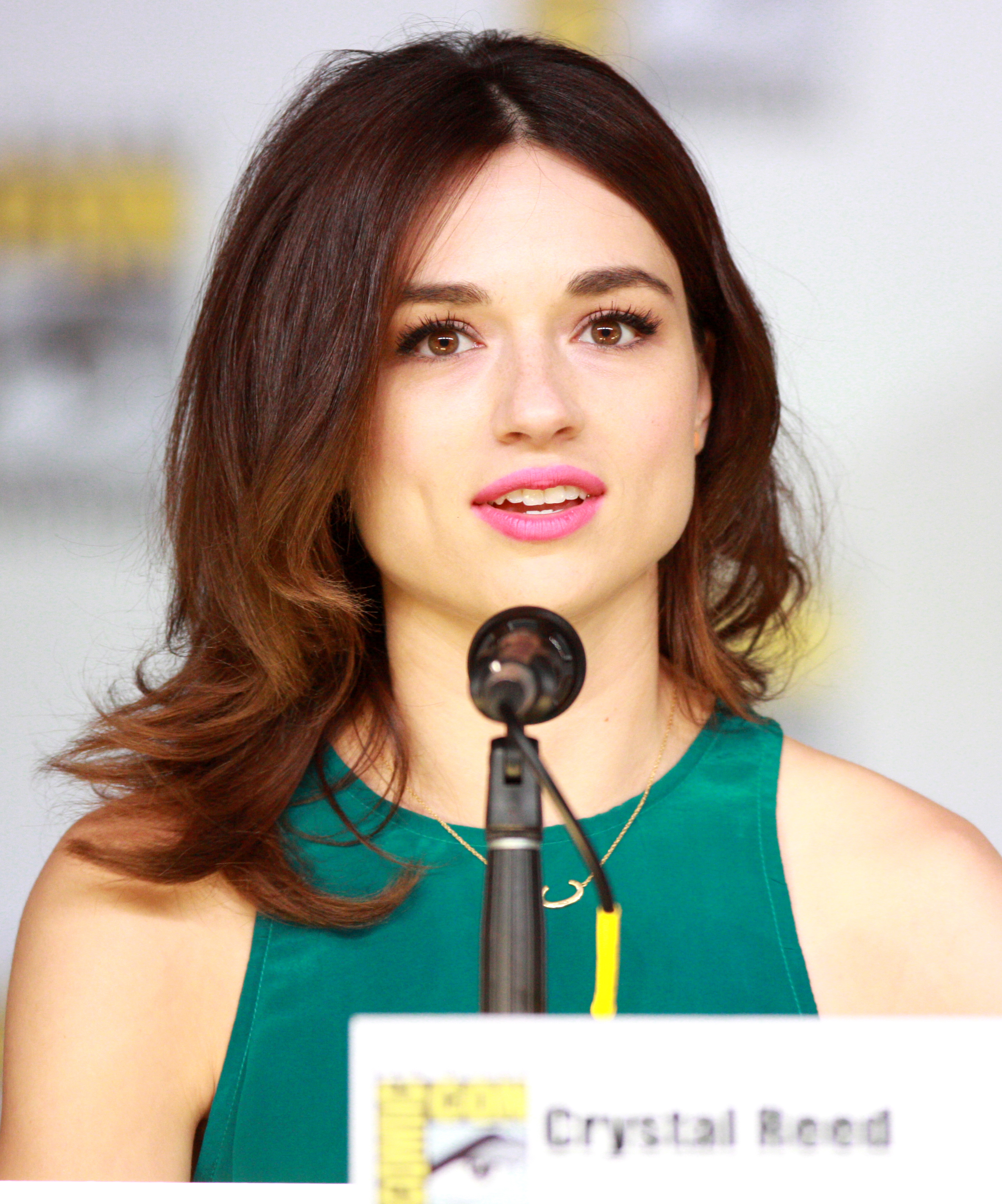
Marie-Jeanne Valet (stagione 5), interpretata da Crystal Reed, doppiata da Chiara Gioncardi.
È la sorella di Sebastien, la Bestia. È la prima cacciatrice di licantropi, sposa di Henri Argent, ed è conosciuta come "La fanciulla del Gévaudan" in quanto ha ucciso la Bête con una lancia la cui lama è composta d'acciaio, frassino e aconito, ed è stata forgiata con il suo sangue sotto la luce della luna piena, donatagli da Henri.
- Henri Argent (stagione 5), interpretato da Lachlan Buchanan.
È un druido, e colui che salva Marie-Jeanne Valet, la aiuta ad uccidere la bestia e la sposa, dando le radici alla famiglia di cacciatori di licantropi Argent.
- Marcel (stagione 5), interpretato da Daniel Bonjour, doppiato da Nicola Braile.
È il migliore amico di Sebastien Valet ed è un soldato francese, divenuto un Dread Doctors chiamato il Chirurgo per riportare in vita l'amico. Muore ferito gravemente dalla Bestia.  - John Wesley Shipp interpreta Mr. Lahey
  - Meagan Tandy interpreta Braeden
  - Crystal Reed interpreta Marie-Jeanne Valet

### Altre creature sovrannaturali
- Nogitsune (stagioni 3, 6x10), interpretato da Aaron Hendry e Dylan O'Brien, doppiato da Andrea Oldani.
È una Kitsune del buio, paragonabile al "Void" (vuoto), é maligno ed ingannatore, avente lo scopo di generare caos, morte e dolore. Invocato da Noshiko nel 1943, viene successivamente intrappolato per poi tornare libero dopo la riattivazione del Nemeton. Si impossessa del corpo di Stiles e genera morte e caos a Beacon Hills. Dopo essersi sdoppiato materialmente da Stiles, viene sconfitto in seguito al morso di Scott ed intrappolato nuovamente da Isaac. L'Anuk-Ite prenderà il suo aspetto per cercare di imbrogliare Scott.
- Oni (stagioni 3, 5-6).
Sono demoni di origine giapponese, aventi l'aspetto di guerrieri samurai. Possono essere eliminati solo se colpiti con armi di argento. Appaiono a Beacon Hills con l'intento di trovare il Nogitsune ed eliminarlo. Inizialmente sono controllati da Noshiko Yukimura, ma successivamente vengono controllati da Stiles (posseduto dal Nogitsune). Due di loro uccidono prima Allison e poi Aiden. Riappaiono nella quinta stagione, immaginati da Kira durante un allenamento con le Skin-Walkers. L'Anuk-Ite prenderà il loro aspetto per imbrogliare Scott.
- Il Muto (stagione 4), interpretato da Joseph Gatt.
È un killer professionista che lavora per il Benefattore, usa come arma un tomahawk e non ha la bocca. Viene ucciso da Peter Hale.
- Berseker (stagioni 4, 6).
Sono antichi guerrieri costituiti solamente da ossa e aventi il cranio a forma di animale. Hanno una forza smisurata e sono armati di un pugnale costituito da ossa con il quale uccidono le loro vittime. Vengono controllati da Kate Argent, che li utilizza come bodyguard per difendersi dai suoi nemici. L'Anuk-Ite prenderà il suo aspetto per imbrogliare Scott.
- I Dottori del Terrore (stagioni 5-6), interpretati da Marti Matulis e Daniel Bonjour (Il Chirurgo/Marcel), Caitlin Dechelle (Il Genetista) e Douglas Tait (Il Patologo).
Sono para-scienziati dalla lunga vita che rapiscono la gente (solo le chimere genetiche) trasformandola in creature della notte, iniettando loro un liquido argentato e seppellendoli vivi con lo scopo di unire scienza e soprannaturale. Vengono uccisi dalla Bestia. L'Anuk-Ite prenderà il loro aspetto per imbrogliare Scott.
- Belasko (stagione 5), interpretato da Gabriel Hogan.
È una chimera licantropo con artigli d'aquila che controlla l'elettricità, creata dai Dread Doctors. Viene ferito da Scott e ucciso dai Dottori, in quanto considerato un fallimento e dal suo cadavere si libera una stormo di corvi.
- Sebastien Valet (stagione 5), interpretato da Gilles Marini.
È la bestia, fratello di Marie-Jeanne. Viene ucciso dalla sorella con una lancia la cui lama è composta d'acciaio, frassino ed aconito ed è stata forgiata con il suo sangue sotto la luce della luna piena, in quanto cacciatrice. Torna in vita dopo che Mason scopre di essere la Betè de Gevoudan.
- Skin-Walkers (stagione 5), interpretate da Tiffany Phillips, Emily Alabi e Tonantzin Carmelo. Sono guerriere mutaforma che vivono nel deserto del New Mexico. Kira va da loro per imparare a controllare la Kitsune che è in lei, ma deve salvare i suoi amici così scappa e poi fa un patto con loro ovvero di fargli ricomporre la sua spada in cambio di restare con loro finché non avrebbe imparato il controllo.
- Il Soldato/ Garrett Douglas (stagioni 5-6).
Era un soldato tedesco e lowenmensch alfa. Viene mantenuto in vita dai Dread Doctors e il suo siero viene utilizzato dai dottori per allungare la propria vita e da Theo per resuscitare le chimere. In seguito assimilerà i poteri di un ghost rider mangiandogli la ghiandola pineale. Verrà sconfitto da Scott con l'aiuto dei suoi amici e in seguito i ghost rider lo tramuteranno in uno di loro.
- Ghost Riders (stagione 6).
Sono cavalieri fantasma che, in notti temporalesche, appaiono su cavalli neri con occhi rossi a caccia di persone, facendole dimenticare da tutti.
- Anuk-Ite (stagione 6).
È un essere fuggito dalla caccia selvaggia. Inizialmente erano due esseri ben distinti ma il suo scopo era quello di riunirsi in un unico essere. È in grado di far provare paura alle persone e una volta fuso con l'altra metà è in grado di pietrificare le persone con il solo sguardo.  - Joseph Gatt interpreta Il Muto

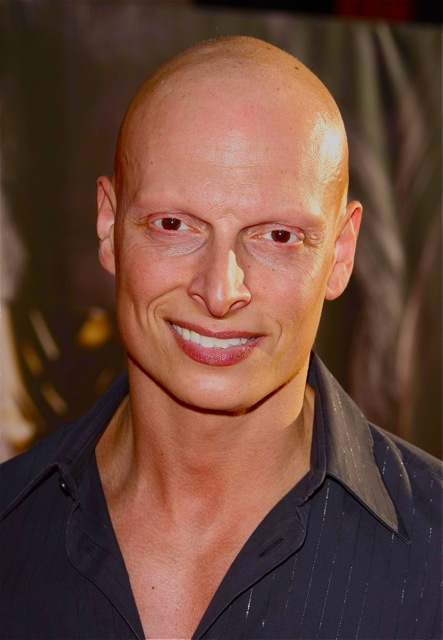
Joseph Gatt interpreta Il Muto
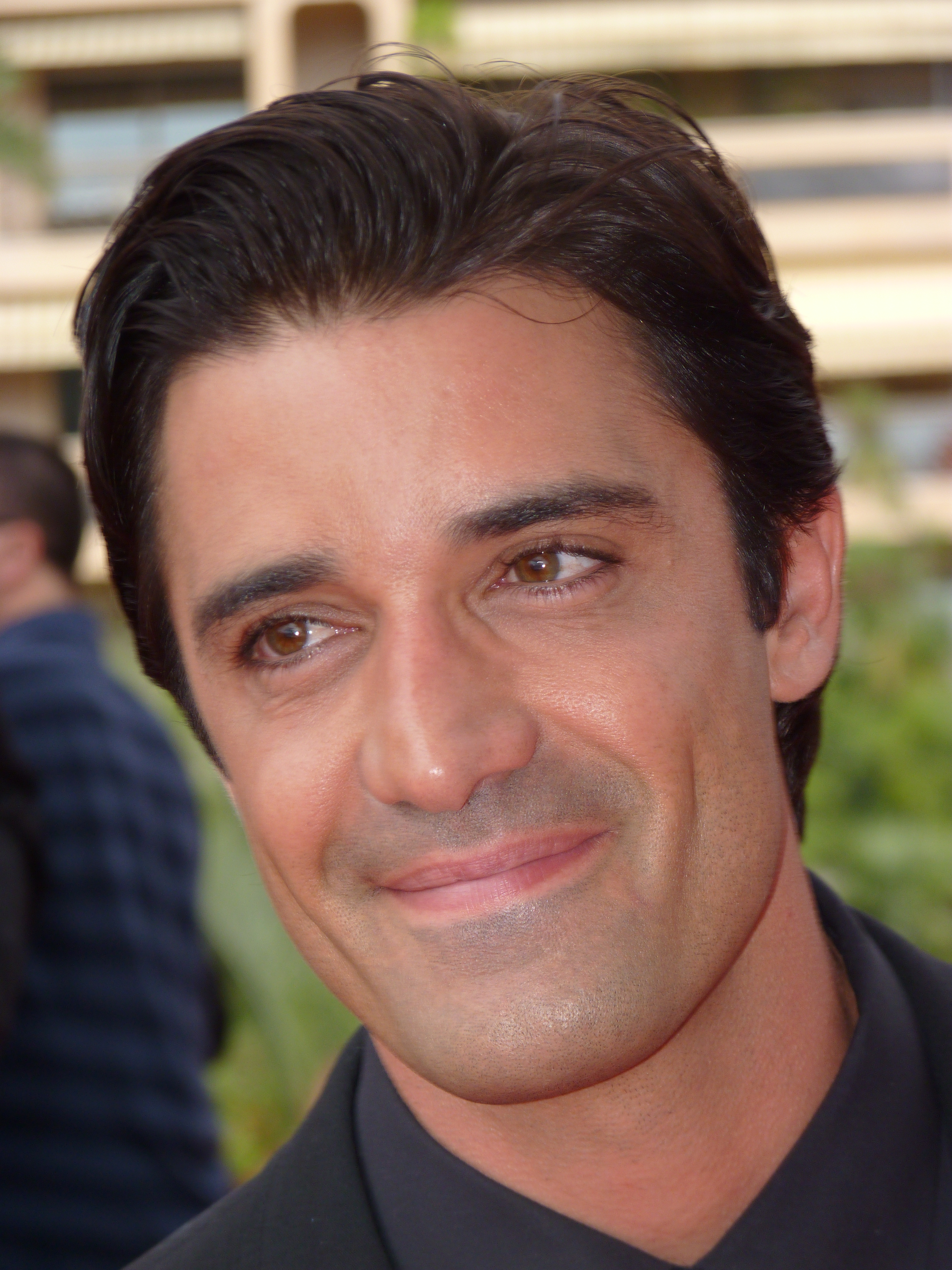
Gilles Marini interpreta Sebastien Valet

  - Gilles Marini interpreta Sebastien Valet